# La Grande Suisse
La Grande Suisse is een buitenplaats in de Nederlandse gemeente Maastricht. De buitenplaats ligt aan de straat Mariënwaard in de gelijknamige buurtschap, ten noorden van de woonbuurt Nazareth in de wijk Maastricht-Oost. Het kasteelachtige buitenhuis heeft in de loop der eeuwen diverse functies vervuld, waarbij het onder andere bekendstond als De Kanjel en Huize Mariënwaard. Sinds 2020 is er een crematorium en uitvaartcentrum gevestigd en is de naam La Grande Suisse weer in gebruik. Het bijbehorende park is deels openbaar. De buitenplaats is, evenals het naastgelegen landgoed Villa Kanjel, onderdeel van de landgoederenzone Buitengoed Geul & Maas.

## Geschiedenis
Het landelijke gebied ten noorden van Maastricht was vanouds een geliefde vestigingsplaats voor welgestelden uit Maastricht. In de buurtschappen Weert en Mariënwaard (eertijds beide behorend tot de gemeente Meerssen) waren het vooral leden van de fabrikantenfamilie Regout die een stempel drukten op het aanzien van het gebied. Rond 1850 werd hier de Spoorlijn Aken - Maastricht aangelegd, later volgde de Spoorlijn Maastricht - Venlo. Van 1853 tot 1933 had de buurtschap Mariënwaard een eigen treinstation, omstreeks 1900 aangeduid als halte Mariënwaard.

### Bewonersgeschiedenis
Het goed heette aanvankelijk Canjelhof, (Grote) Caniel of De Kanjel (naar de beek Kanjel, die langs het landgoed stroomt), daarna korte tijd Bellevue, vervolgens La Grande Suisse, daarna Marienwerth of Mariënwaard en sinds circa 2020 opnieuw La Grande Suisse. Op een Franse militaire kaart uit 1748 wordt het landhuis aangeduid als Le Grand Caniel. Iets ten zuiden ervan lag een huis of hoeve met de naam Petit Caniel, echter niet ter plekke van de latere Villa Kanjel, maar aan de overkant van de straat. Het landhuis dateert deels uit de eerste helft van de achttiende eeuw, toen het door leden van de familie Van Meeuwen werd bewoond. Als bouwheer kan gezien worden de succesvolle lakenfabrikant Jacob van Meeuwen (Jacques de Mewen), die in 1722 "den Canjelhof" kocht van de weduwe Lambertus Maenen. In 1733 kregen Van Meeuwen en zijn echtgenote Maria Anna Pleugmaeckers toestemming van de bisschop van Roermond om in de kapel van de Kanjel missen te laten opdragen. Latere bewoners waren de families Looz-Corswarem / Von Kameke (circa 1762-1804), De Rosen (1804-1828) en Ransonnet / Cramer / Dupuis de Watremont (1828-1862). De omvang van het landgoed rond het midden van de negentiende eeuw is vrij nauwkeurig te reconstrueren aan de hand van de kadastrale minuutkaart van Meerssen (1813-1830) en de kadastrale eigendomsgegevens van 1842. Daaruit blijkt tevens dat de hoofdstructuur van de tuin, zoals die te zien is op de prent uit het album van Petrus Regout, toen al aanwezig was. Omstreeks deze tijd werd het landhuis (of een deel ervan) door Hendrik Cramer verhuurd aan de vermicellifabriek van J. Pagnier.
In 1862 verwierf de Maastrichtse fabrikant Petrus Laurentius Regout (1801-1878) het landgoed. Hij noemde het La Grande Suisse ("Groot-Zwitserland"). Op een prent in het Album dedié a mes amis et mes enfants, dat Regout omstreeks 1863 in Parijs liet samenstellen, is te zien dat het landhuis toen nog een totaal ander aanzicht had. De nu zo kenmerkende hoektorens ontbraken en de hogere bouwdelen aan de zuidzijde waren voorzien van trapgevels. De vermoedelijk in de achttiende eeuw aangelegde tuinen werden door Regout naar eigen smaak voorzien van beelden en fonteinen. Na een ingrijpende verbouwing in 1864-'67 kreeg het huis het huidige kasteelachtige uiterlijk. Regout woonde er niet zelf, maar verhuurde zowel het woongedeelte als de in 1866 uitgebreide boerderijvleugel aan drie verschillende partijen. Op een iets zuidelijker aan de Meerssenerweg gelegen perceel, dat eveneens tot het bezit van Cramer had behoord, liet Regout een hotel-restaurant in chaletstijl bouwen, dat hij de naam La Petite Suisse gaf. De tuin van dit maison de plaisance was, voor zover mogelijk, nog uitbundiger dan die van Regouts andere bezittingen. Na het overlijden van Petrus Regout in 1878 erfde zijn oudste dochter, Mimi Weustenraad-Regout (1826-1898), het pand. Ze liet het in 1880 ingrijpend verbouwen en noemde het Villa Kanjel.
La Grande Suisse was al drie jaar voor het overlijden van Petrus Regout verkocht, waarschijnlijk door zijn echtgenote Aldegonda, die in deze periode als zijn zaakgelastigde optrad. Van 1875 tot 1954 was het landgoed in gebruik als zusterklooster, meisjesschool en pensionaat van de franciscanessen van Nonnenwerth, de Duitse tak van de franciscanessen van Heythuysen, die vanwege de Kulturkampf uit Duitsland waren gevlucht. Dezen lieten omstreeks 1880 aan de zuidoostzijde van het landhuis een groot, U-vormig klooster annex pensionaat bouwen, waarvan de neogotische baksteenarchitectuur sterk contrasteerde met het oudere mergelstenen gebouw. De naar het westen gekeerde kopgevels van de twee vleugels hadden de vorm van trapgevels. In de zuidvleugel was een dubbelkapel ondergebracht. Het Deutsches Haushaltungspensionat "Marienwerth" vernederlandste in de loop der jaren, vooral nadat in 1887 de meeste Duitse pensionaires weer in Nonnenwerth ondergebracht konden worden. In Marienwerth/Mariënwaard richtten de zusters zich vooral op welgestelde pensionaires. Vanaf circa 1897 werd het pensionaat in toenemende mate aangeduid als Mariënwaard, hoewel Marienwerth tot aan de Tweede Wereldoorlog gangbaar bleef. De naam Mariënwaard, later tevens de naam van een station, een straat en een buurtschap, is dus afkomstig van de zusters van Nonnenwerth.

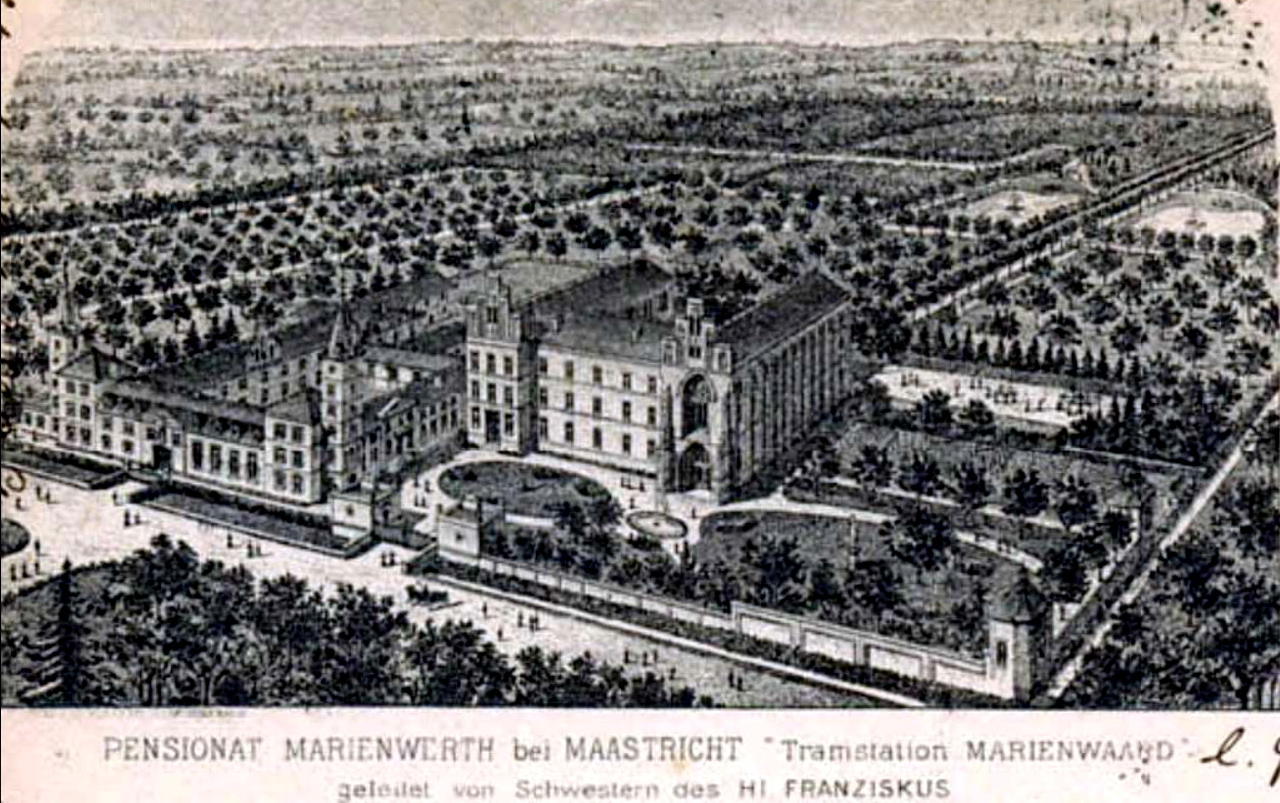
Pentekening van Pensionat Marienwerth in vogelvlucht, prentbriefkaart, ca. 1900
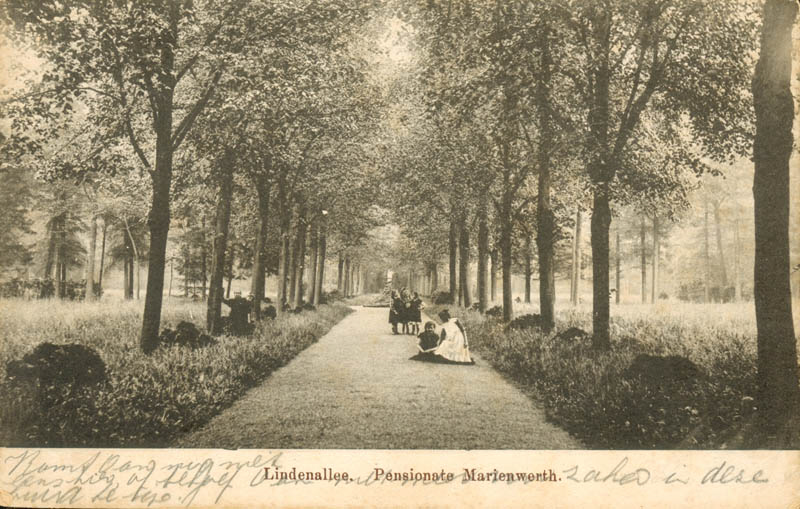
Lindenallee van Pensionate Marienwerth, prentbriefkaart, ca. 1910
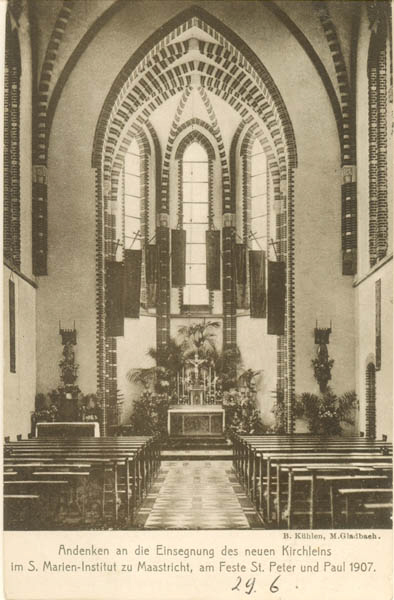
Intereur kloosterkapel gezien naar het koor, prentbriefkaart, 1907
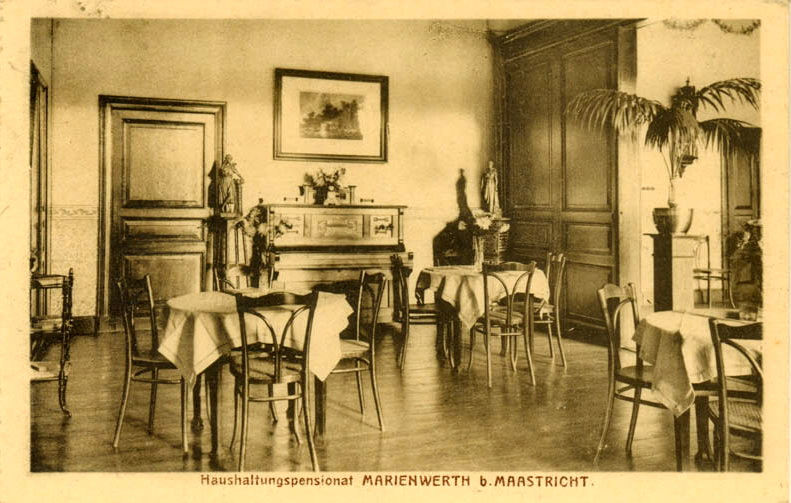
Eetzaal Haushaltungspensionat Marienwerth, prentbriefkaart, ca. 1920

### Naoorlogse ontwikkelingen

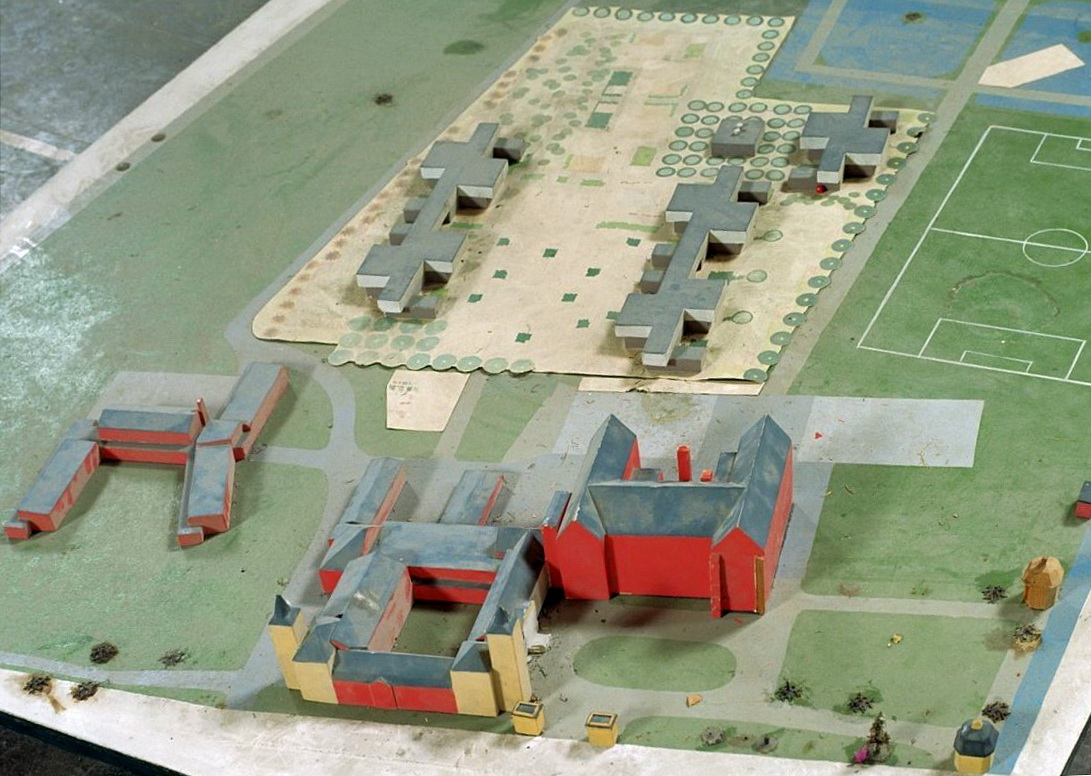
Maquette Mgr. Van Rijt-Stichting, ca. 1985, met nieuwe school (links), paviljoens (boven) en te slopen klooster-pensionaat (rechts, rode gebouw). Op de plek van het voetbalveld is later een tweede school gebouwd

Eind 1952 kocht de Mgr. J.G. van Rijt-Stichting het complex van de zusters franciscanessen. In de loop van 1952 waren de meeste zusters al naar Duitsland vertrokken. Ook na hun vertrek bleef de instelling de naam Mariënwaard gebruiken. Enkele Nederlandse zusters bleven nog tot circa 1980 in het klooster wonen en verhuisden toen naar het Sint-Elisabethklooster in Heythuysen.
De nieuwe eigenaar, de Van Rijt-Stichting, was in 1947 te Roermond opgericht en was genoemd naar de priester en pleitbezorger van de jeugdzorg Gerrit van Rijt (1870-1959). De uitsluitend met leken werkende stichting beheerde sinds 1948 het voogdijgesticht St. Lodewijk in Vlodrop. Op 1 april 1954 verhuisde het gesticht naar Mariënwaard, waar zowel het oude landhuis als het door de franciscanessen gebouwde klooster-pensionaat in gebruik werden genomen. Dat laatste werd voor circa 100.000 gulden verbouwd. Ook verrees op het terrein een nieuw schoolgebouw. Van 1966 tot 1971 werd het gesticht uitgebreid met een twintigtal geschakelde paviljoens in de voormalige tuin, waar ruim 200 kinderen in de leeftijd tien tot achttien jaar in groepsverband konden wonen. Het oude landhuis, dat in de jaren 1960 nog was uitgebreid met een nieuwe keuken en sportzaal, werd daarna door de stichting afgestoten. Er werkten begin jaren 1970 circa vijftig begeleiders en pedagogen.
Van 1986 tot 1999 werd het landhuis weer door particulieren bewoond. Op 1 juli 1986 werd het hoofdgebouw met de zuidelijke tuin afgesplitst van de overige bebouwing op het terrein. De Mgr. Van Rijt-Stichting verkocht het landhuis als particuliere woning aan het echtpaar Van Zundert-Van Wunnik. Het grote bakstenen klooster annex pensionaatsgebouw werd in deze periode gesloopt, inclusief de neogotische kloosterkapel. Aan de noord- en zuidzijde van het landgoed bevonden zich drie scholen voor speciaal onderwijs (LOM/ZMOK): de Don Boscoschool, De Opstap en de Talententuin. Omstreeks 1990 ging de Van Rijt-Stichting op in de Stichting Jeugdhulp Maastricht, later Xonar. In 1999 werd het landhuis verkocht aan een stichting, die er appartementen in wilde onderbrengen. De plannen liepen op niets uit. Enkele jaren later probeerde een belegger het opnieuw, eveneens zonder resultaat. Door leegstand en gebrek aan onderhoud raakte La Grande Suisse steeds meer in verval. Trappen, balustrades en schoorsteenmantels verdwenen uit het hoofdgebouw. De tuin veranderde in een wildernis. Omstreeks 2017 waren enkele paviljoens enige tijd gekraakt. Een deel van het landhuis werd antikraak bewoond.
Begin 21e eeuw verkeerde het landhuis in een deplorabele staat. Van het park was vrijwel niets meer over. Ook was de situering van het landgoed door allerlei ontwikkelingen minder idyllisch geworden dan tot het midden van de twintigste eeuw het geval was geweest. In 1960 werd tussen Meerssen en Maastricht de rijksweg 2 (A2) opengesteld, een van de eerste delen van de weg die in Limburg gereedkwamen. De weg loopt aan de oostkant pal langs langs de tuinen van La Grande en La Petite Suisse. Aan de westzijde werd in de jaren 1960 en 1970 het industriegebied Beatrixhaven aangelegd, waardoor de rust en de sfeer van het landgoed nog meer verstoord werd. De samenhang met andere landgoederen in het gebied ging hierdoor deels verloren. Omstreeks 2005 werd de Landgoederenzone Maastricht-Meerssen opgericht om de samenhang in het gebied te herstellen. Vanaf 2008 werd de samenwerking uitgebreid met de gemeente Valkenburg aan de Geul, waarmee het Buitengoed Geul & Maas ontstond. Binnen dit gebied neemt Mariënwaard een centrale plaats in als overgangszone tussen stad en platteland. Het hoofdgebouw van La Grande Suisse werd door de uitvaartondernemingen Monuta (sinds 2016 eigenaar) en DELA, in samenwerking met de vastgoedontwikkelaar Hillgate Investments, herontwikkeld als uitvaartcentrum en crematorium. Het ingrijpend gerenoveerde en met nieuwbouw uitgebreide gebouw opende in oktober 2020 zijn poorten. Op het achterterrein, dat door de gemeente voor één euro werd overgenomen van Xonar, zijn de vervallen paviljoens gesloopt. De voormalige Don Boscoschool is vanaf 2022 in gebruik als tijdelijk asielzoekerscentrum.

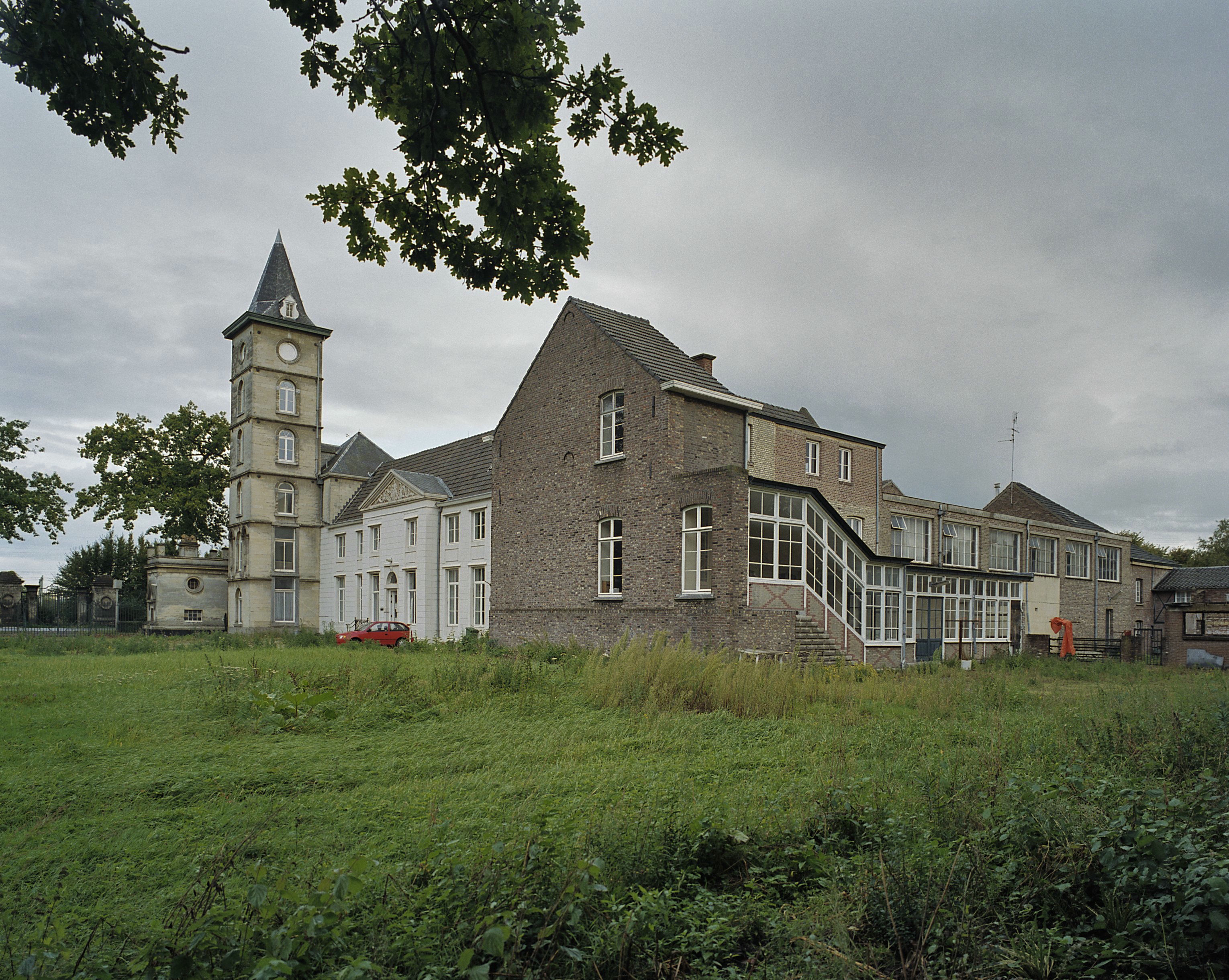
Zuid- en oostgevel, 2004 (deels gesloopt)
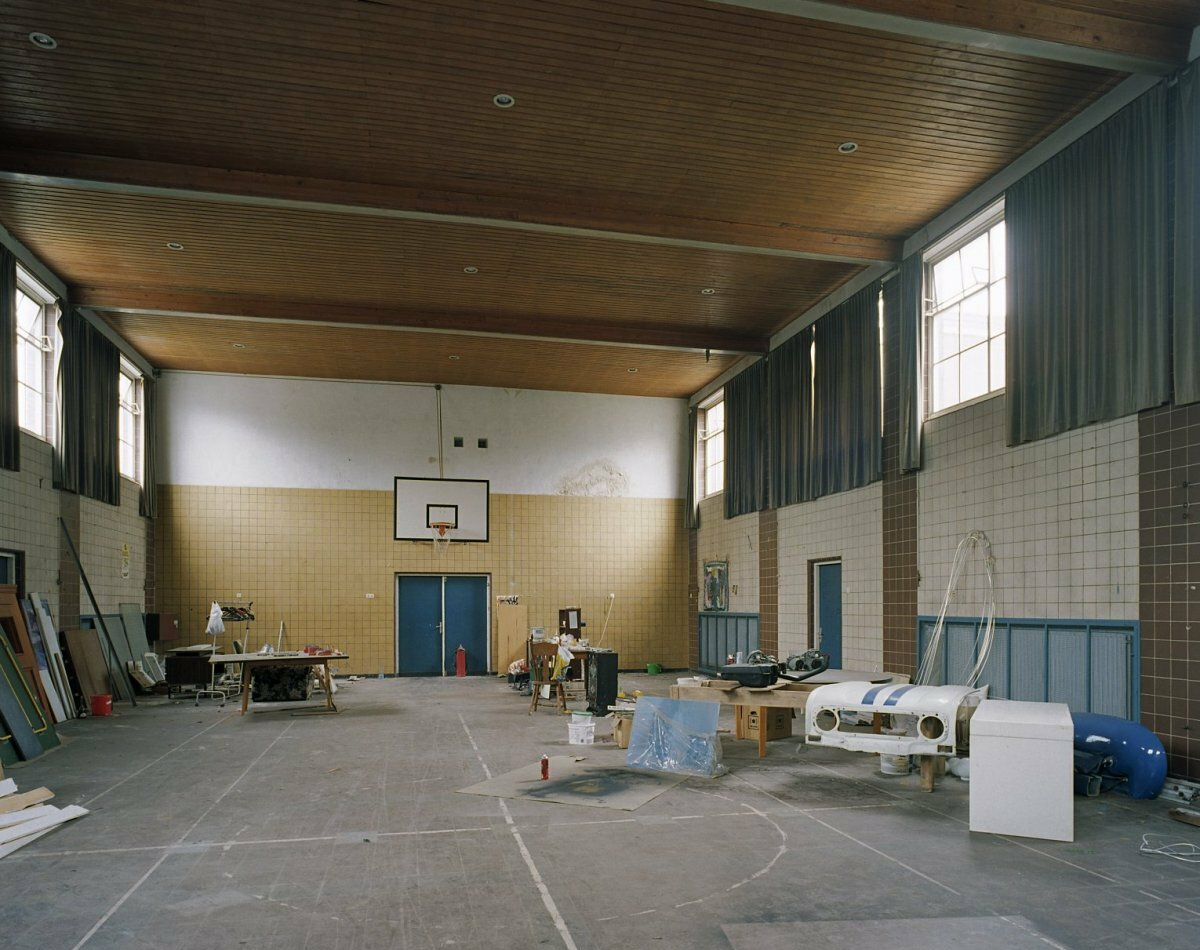
Gymzaal Don Boscoschool, 2004 (gesloopt)
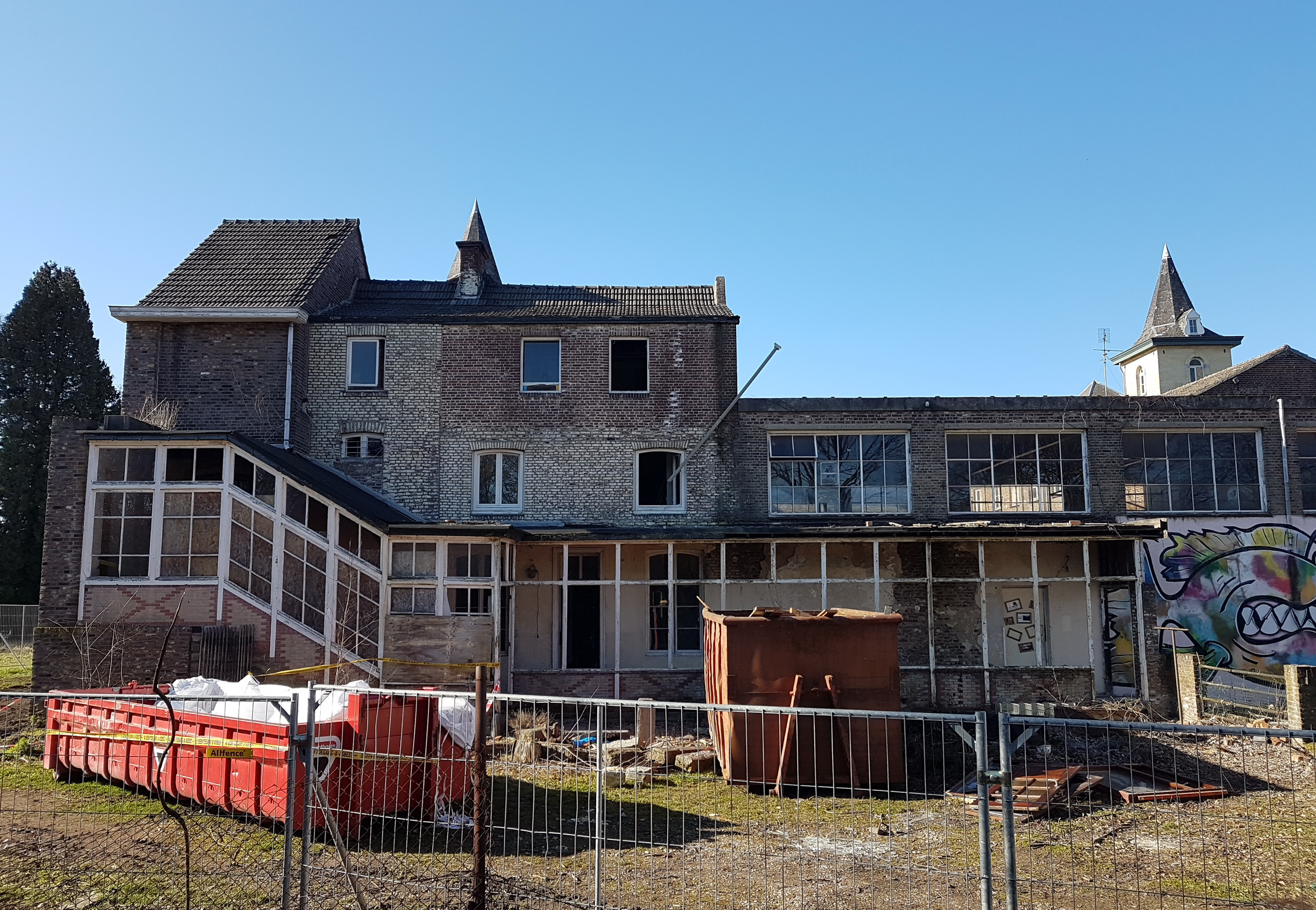
Sloop en renovatie La Grande Suisse, 2019
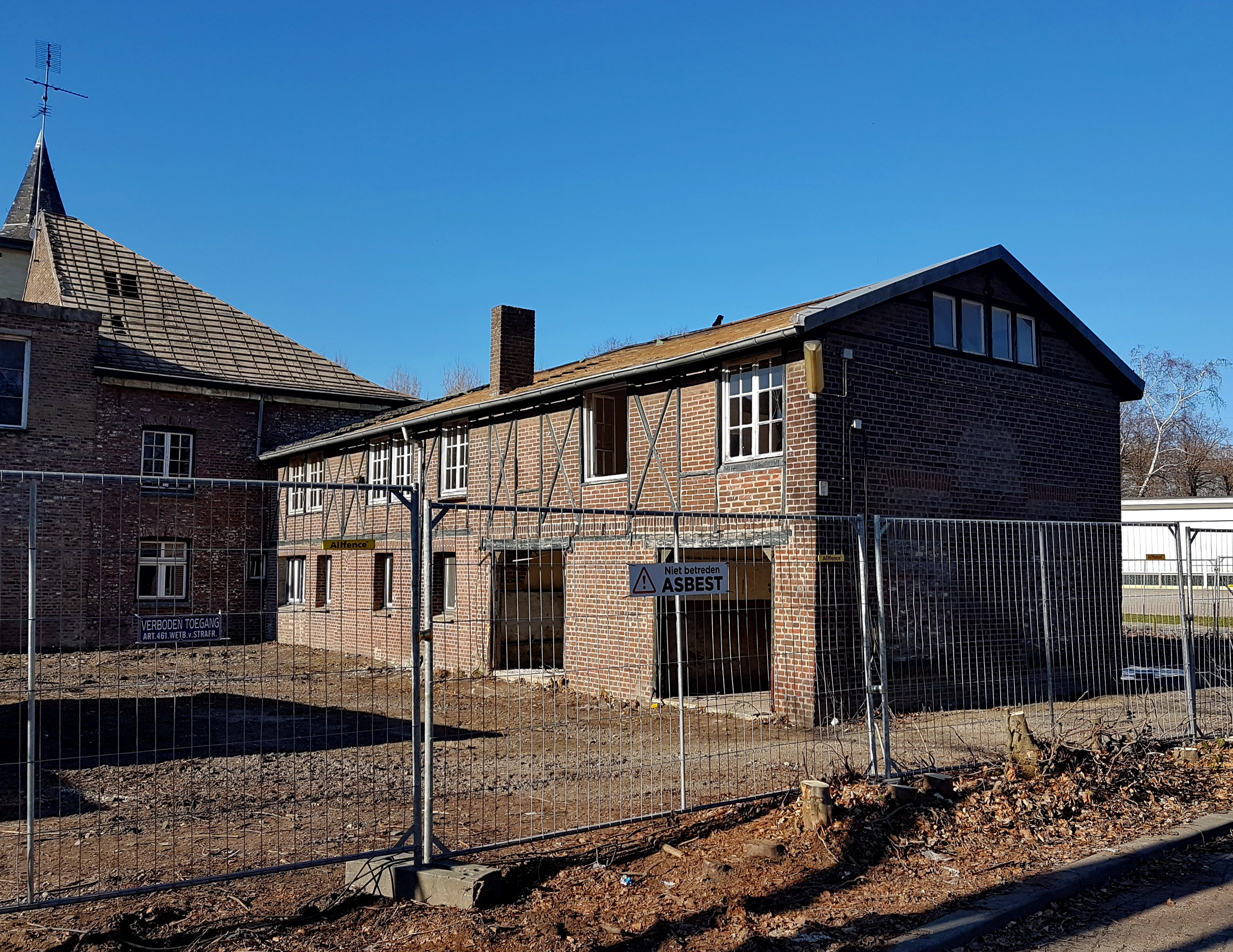
Afgebroken bijgebouw met vakwerkmuur, 2019

## Beschrijving

### Exterieur

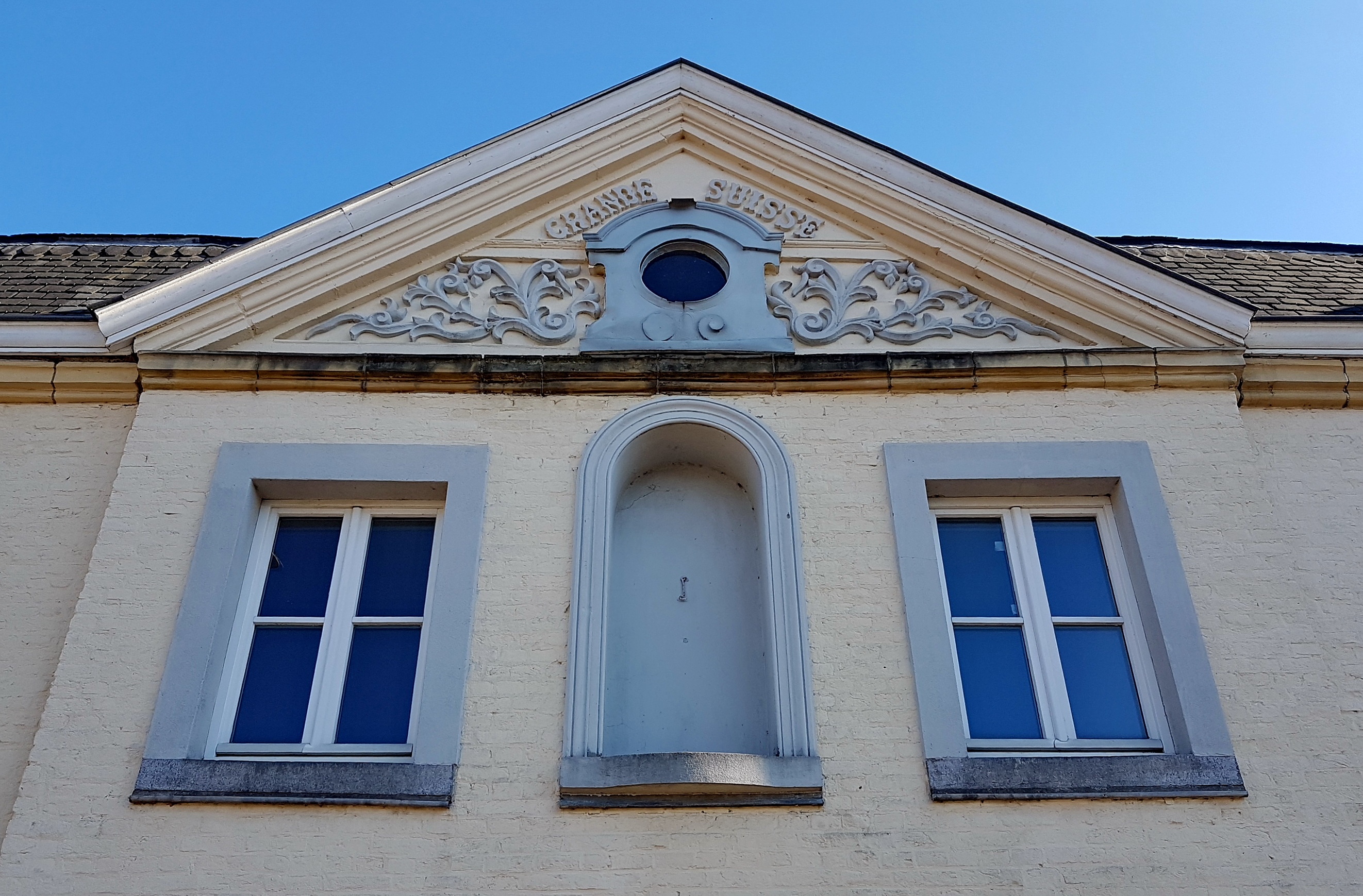
Detail westgevel met (lege) beeldennis en gestuct fronton met de naam "Grande Suisse"

De oudste delen van het landhuis La Grande Suisse dateren uit circa 1730-'36: de zuidvleugel, delen van de westvleugel en de barokke tuinpaviljoens. Later zijn hier meerdere vleugels aan toegevoegd en verrezen op het terrein bijgebouwen, die voor een deel ook weer gesloopt zijn. De oudere delen vormen min of meer een vierkant rondom een binnenplaats. De zuidvleugel, die uitzicht biedt op de achttiende-eeuwse lusthof, heeft een gepleisterde neoclassicistische gevel, die bekroond wordt met een fronton. Hierop is een reliëfvoorstelling afgebeeld van de godin van de vrede op een leeuw, omringd door acanthusranken. De westgevel langs de straat, geflankeerd door torens, is in de tijd van Petrus Regout sterk verbouwd. Ook het asymmetrische lage middendeel behoort tot de oudste delen van het gebouw en wordt eveneens  bekroond door een fronton. Het is versierd met acanthusranken en de naam "Grande Suisse". Aan weerszijden van het middendeel zijn in 1866-'67 hoekvolumes van Limburgse mergel gebouwd, die aan beide zijden bestaan uit een hoekpaviljoen van drie etages met puntdak en een hoektoren van respectievelijk vijf of zes etages met kleine torenspits. De noordelijke en oostelijke vleugels bestonden tot voor kort grotendeels uit negentiende- en twintigste-eeuwse onderdelen. De oostelijke aanbouwen zijn in 2019 gesloopt en vervangen door een modern crematoriumgebouw met een uit glas en mergelsteen bestaande façade. Op de binnenplaats werd aan de westvleugel een glazen serre toegevoegd. Het ontwerp van de nieuwbouw en renovatie is van Kern Architecten uit Roermond.

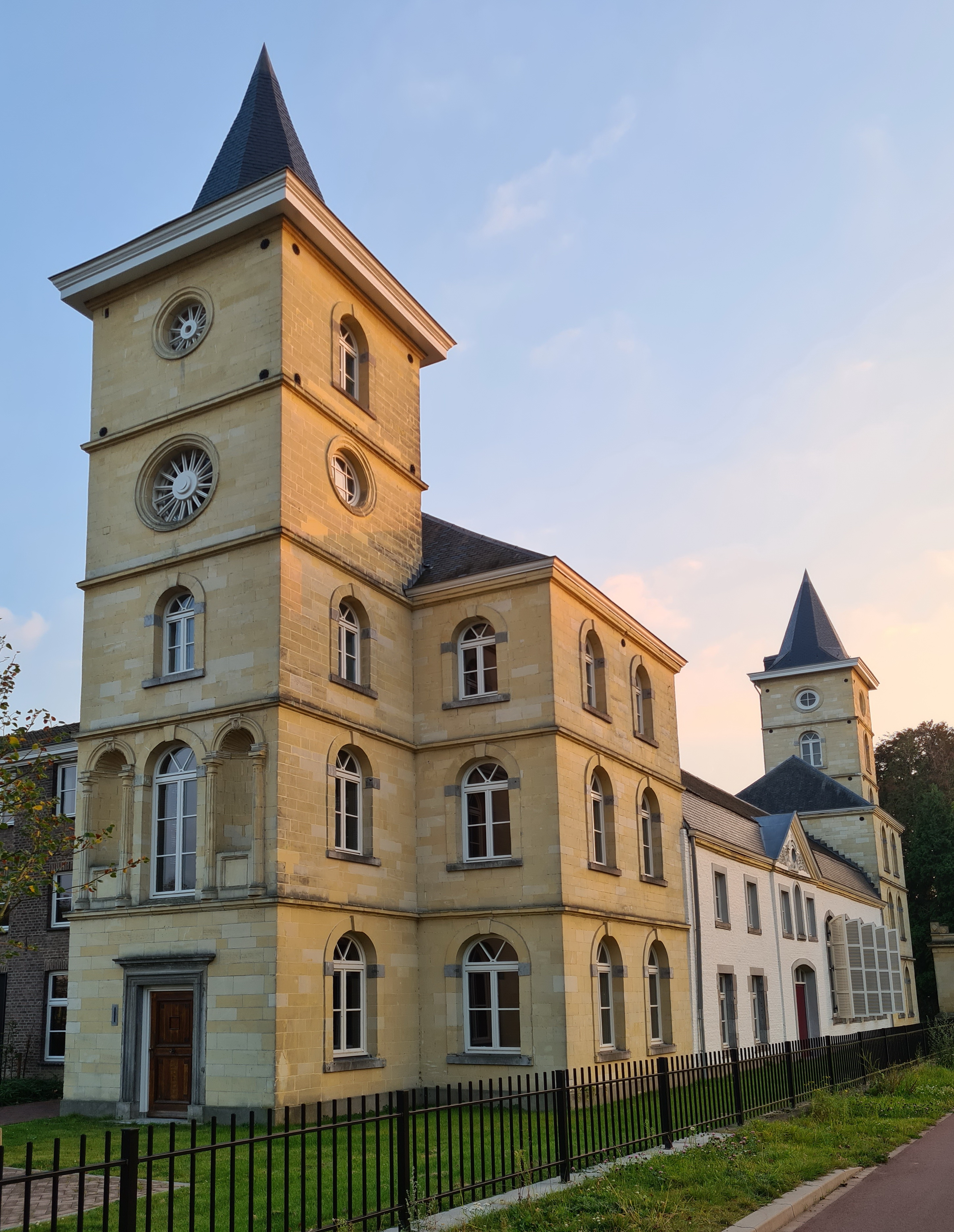
Straatzijde gezien vanuit het noordwesten
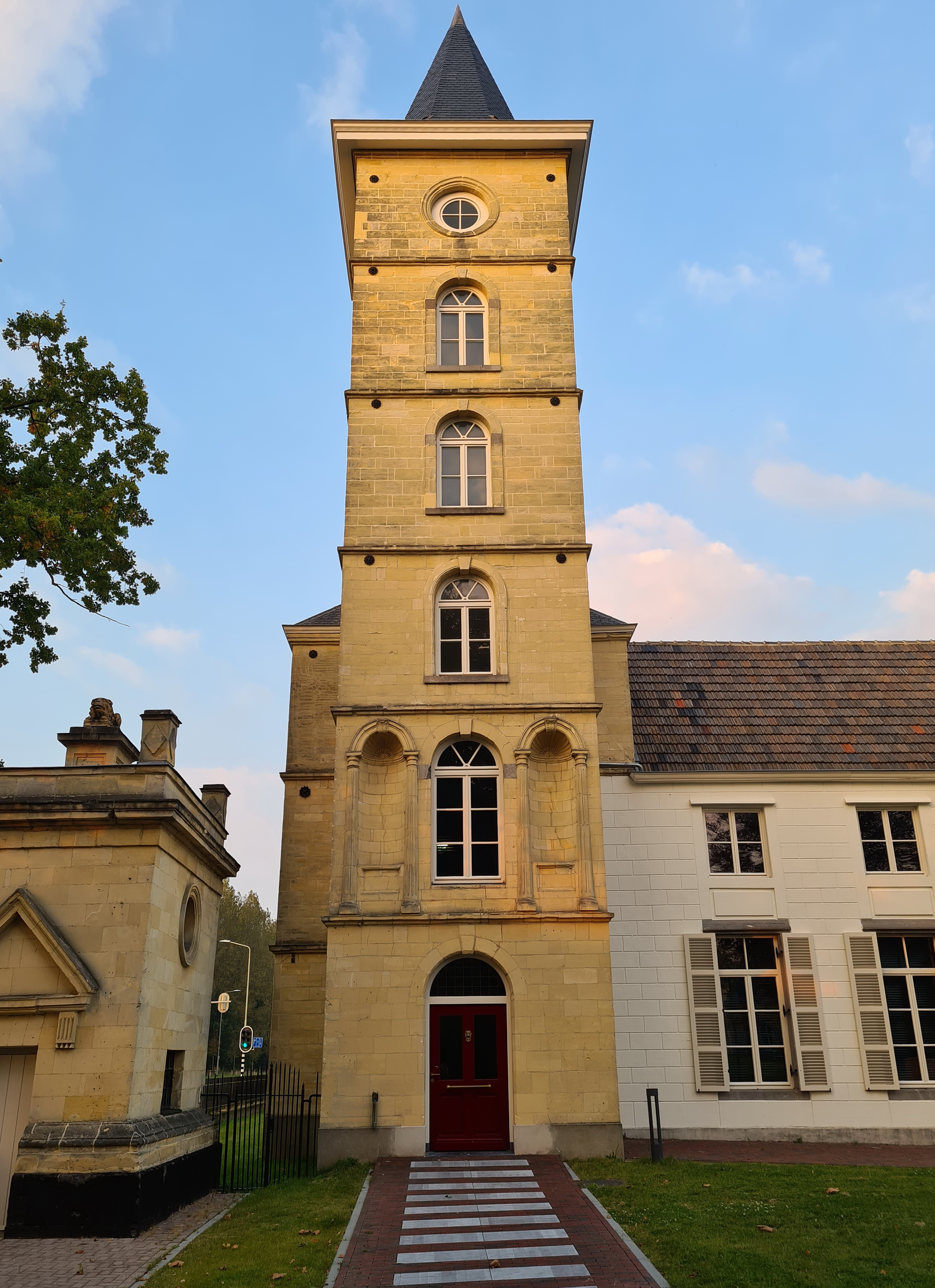
Zuidelijke hoektoren vanuit het zuiden
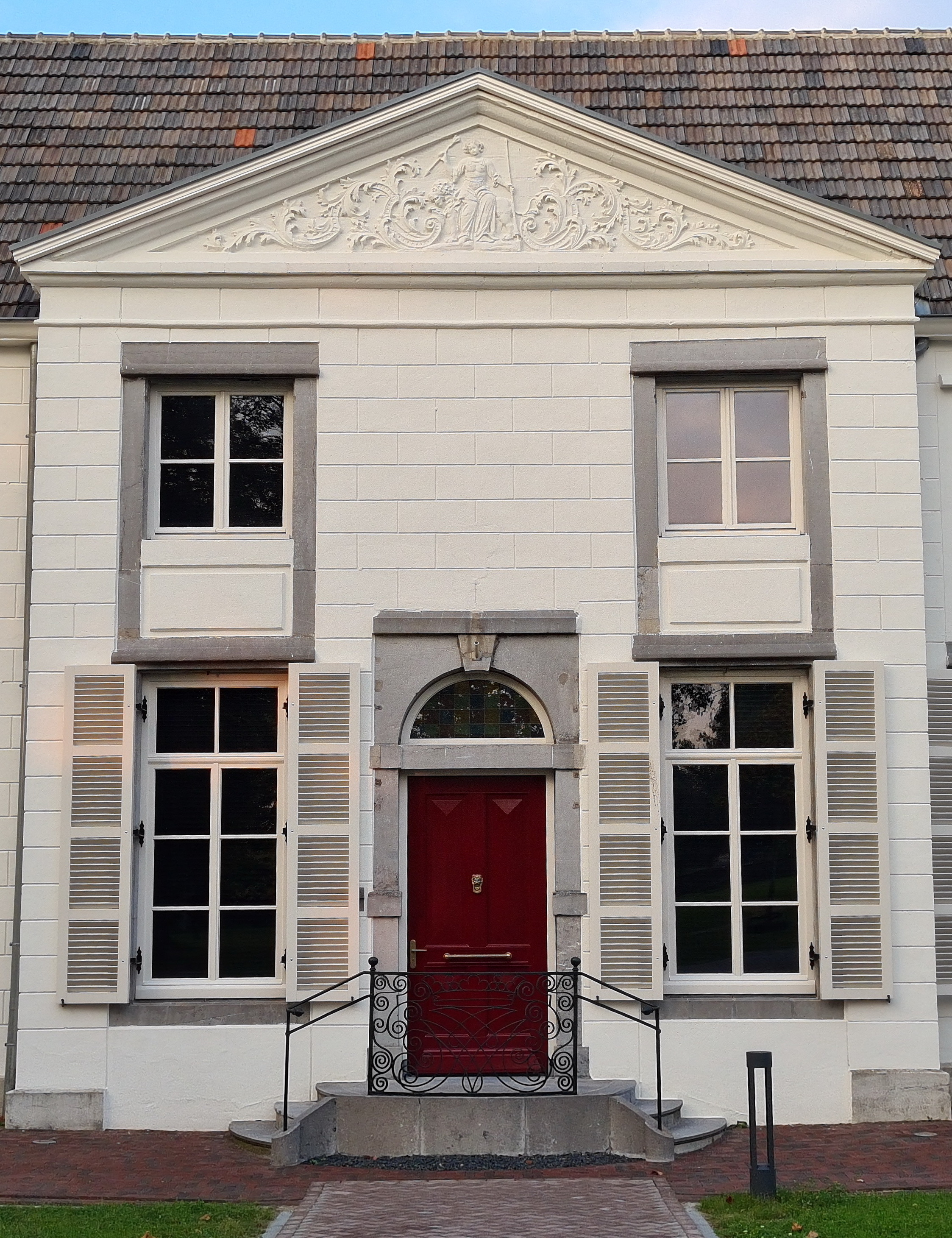
Detail zuidgevel met gestuct fronton
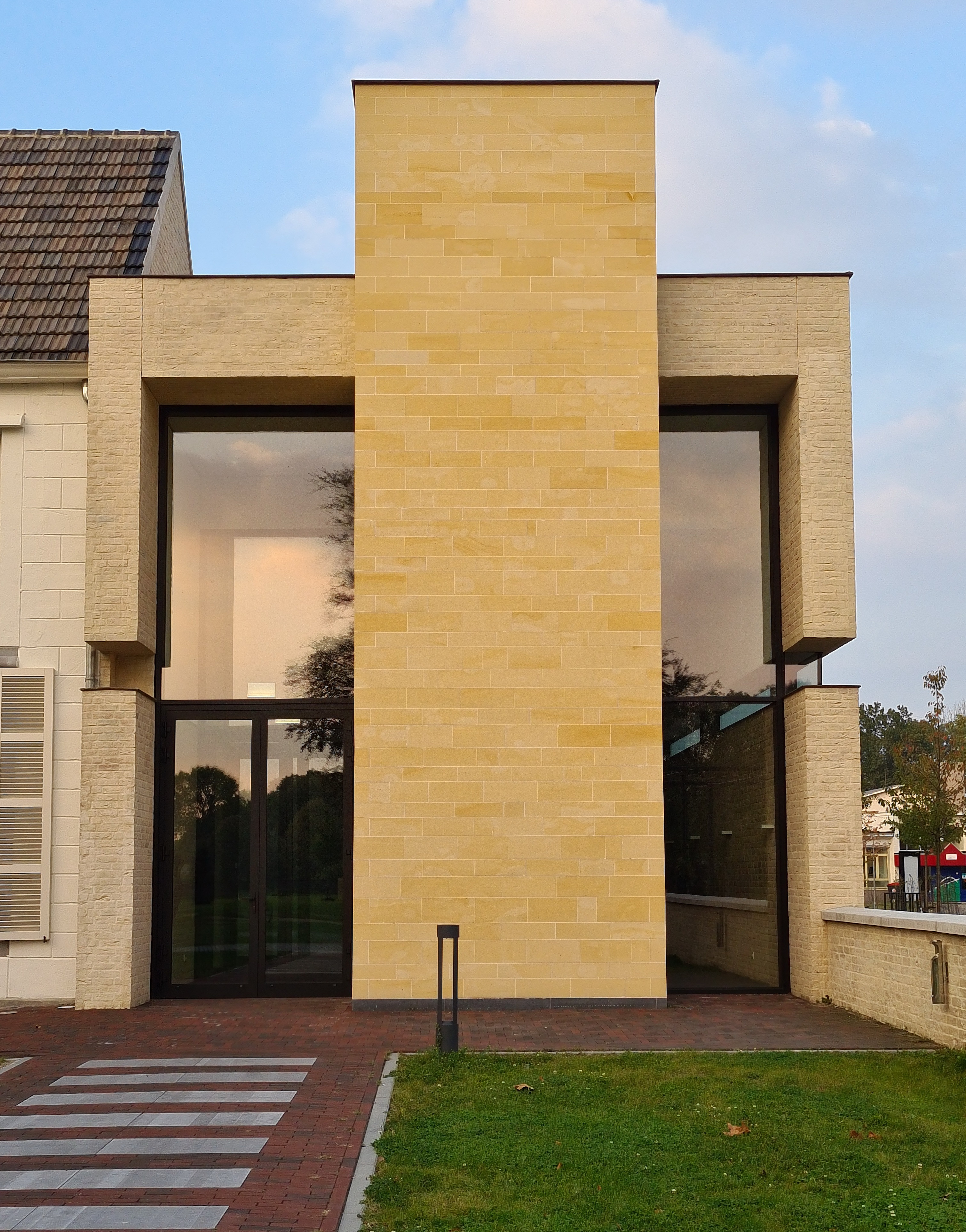
Zuidgevel nieuwbouw, deels van mergelsteen

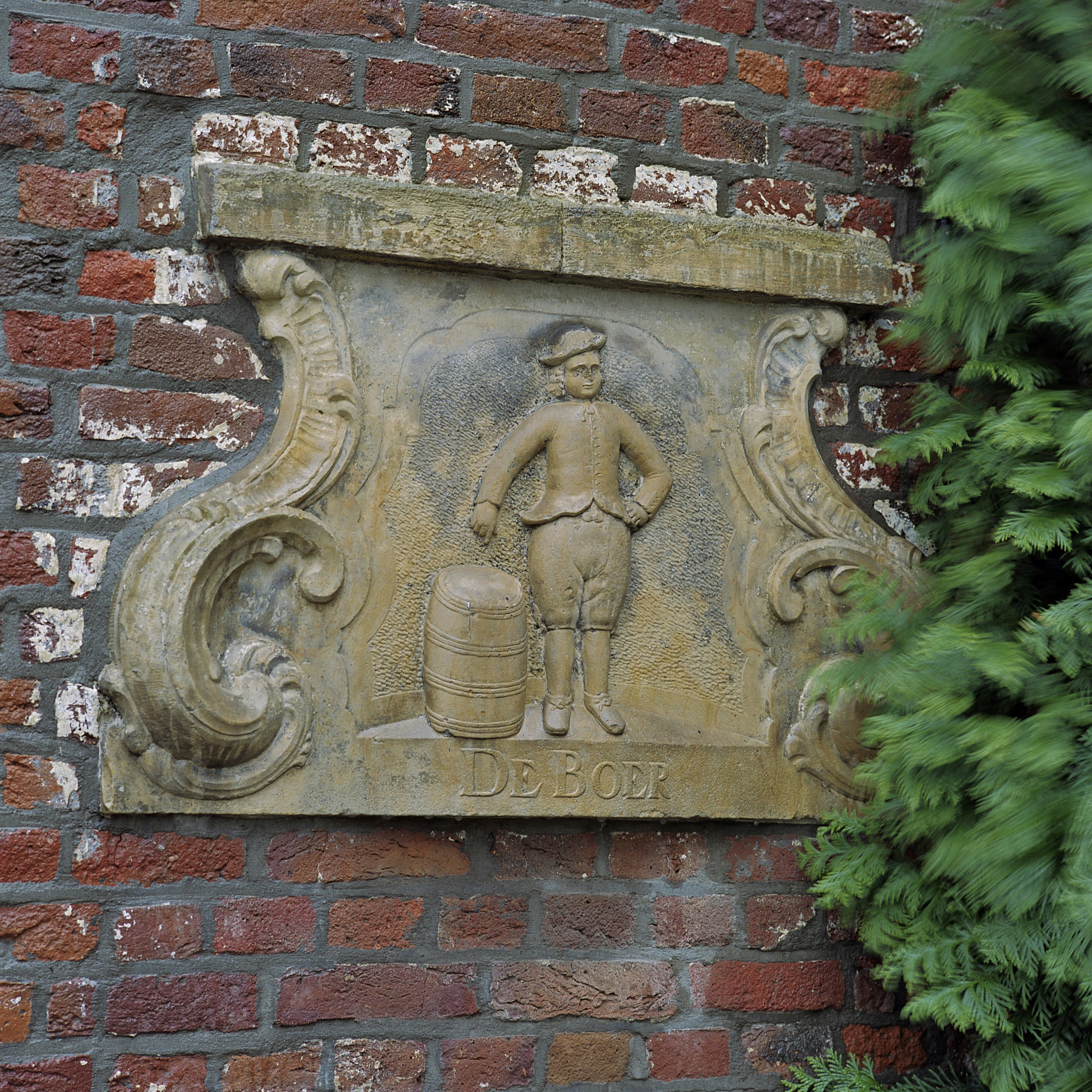
Gevelsteen "De Boer", hier nog ingemetseld in een buitengevel, thans in het interieur van het uitvaartcentrum

### Interieur
Van het oorspronkelijke interieur is weinig bewaard gebleven. Met name bij de verbouwing van 1961 door de Van Rijt-Stichting is het interieur sterk gewijzigd, onder meer door het aanbrengen van betonvloeren en -muren. Een marmeren schouw in achttiende-eeuwse stijl, die zich in 2004 nog in een salon bevond, bleek enkele jaren later verdwenen. Enkele trappenhuizen en deuren (deels met glas in lood) zijn negentiende- of begin twintigste-eeuws. Bij de in 2020 voltooide verbouwing is het landhuis modern ingericht. In het nieuwbouwgedeelte bevindt zich een achttiende-eeuwse gevelsteen met een afbeelding van een boer die naar een ton wijst. De steen, die voorheen was ingemetseld in een stalmuur, is vermoedelijk afkomstig van Muntstraat 7, dat bekend stond als "In den boer". Het was het geboortehuis van Maria Aldegonde Hoeberechts, de echtgenote van Petrus (I) Regout.

Interieurfoto's uit 2004, voor de renovatie van 2019-'20
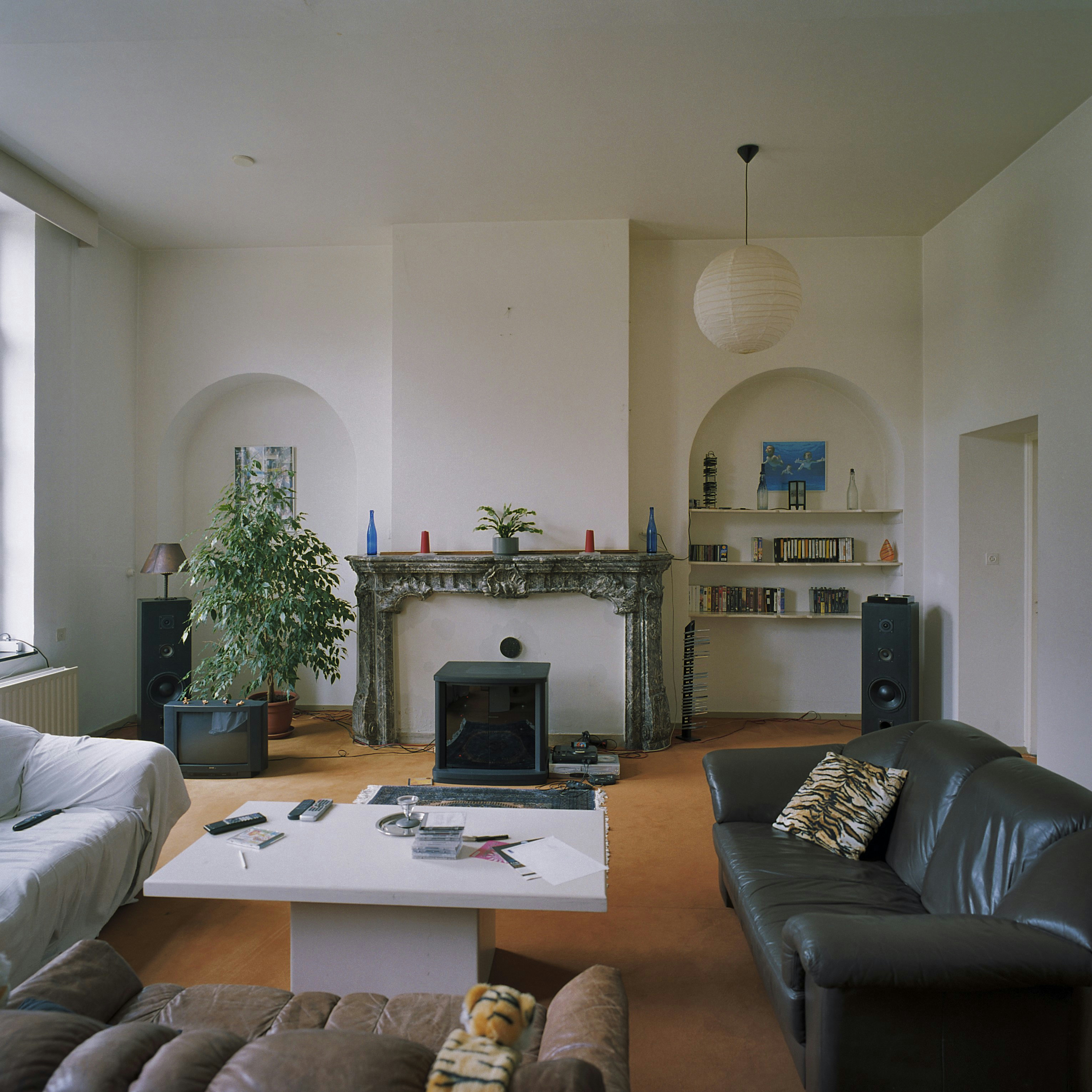
Salon met marmeren schouw
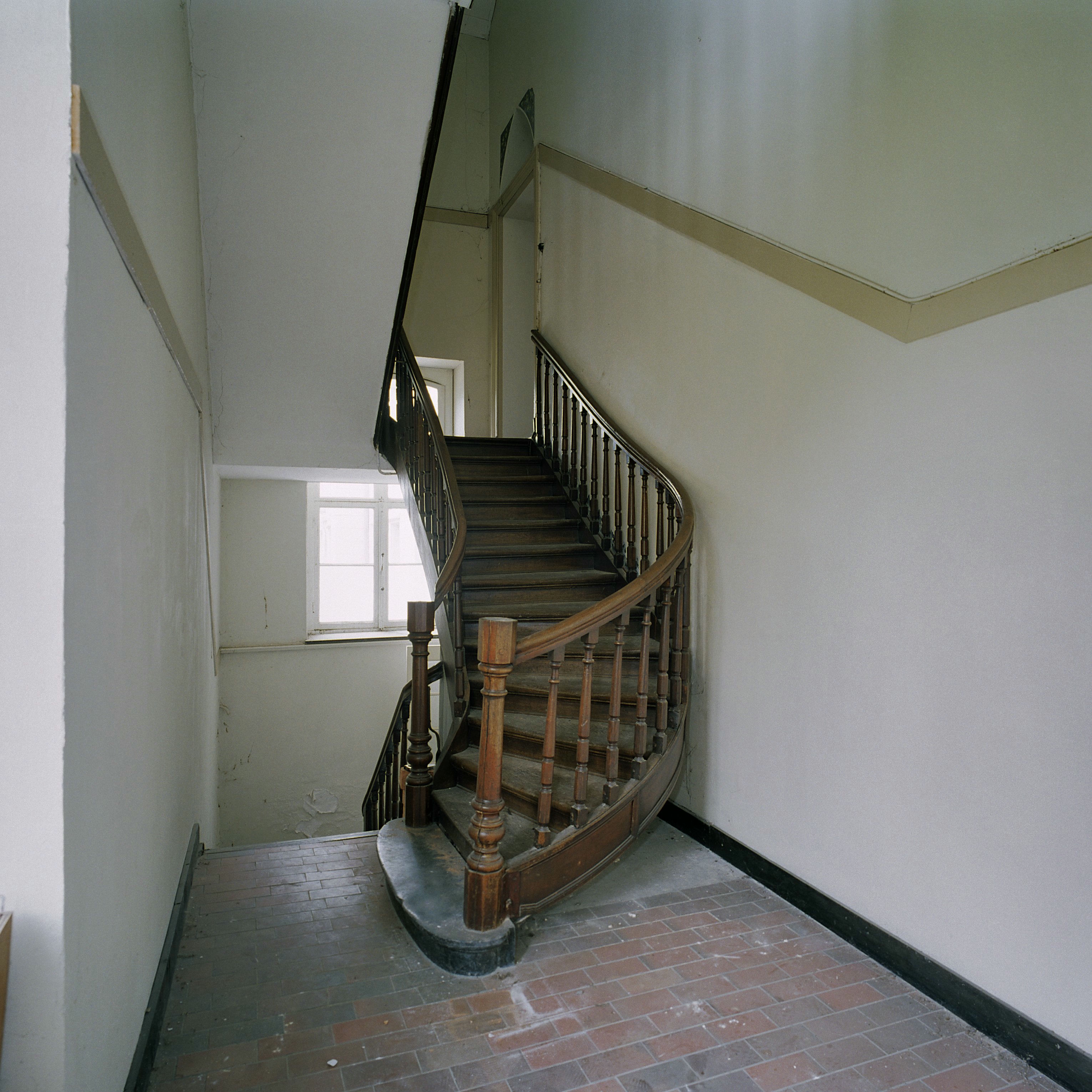
19e-eeuwse trap
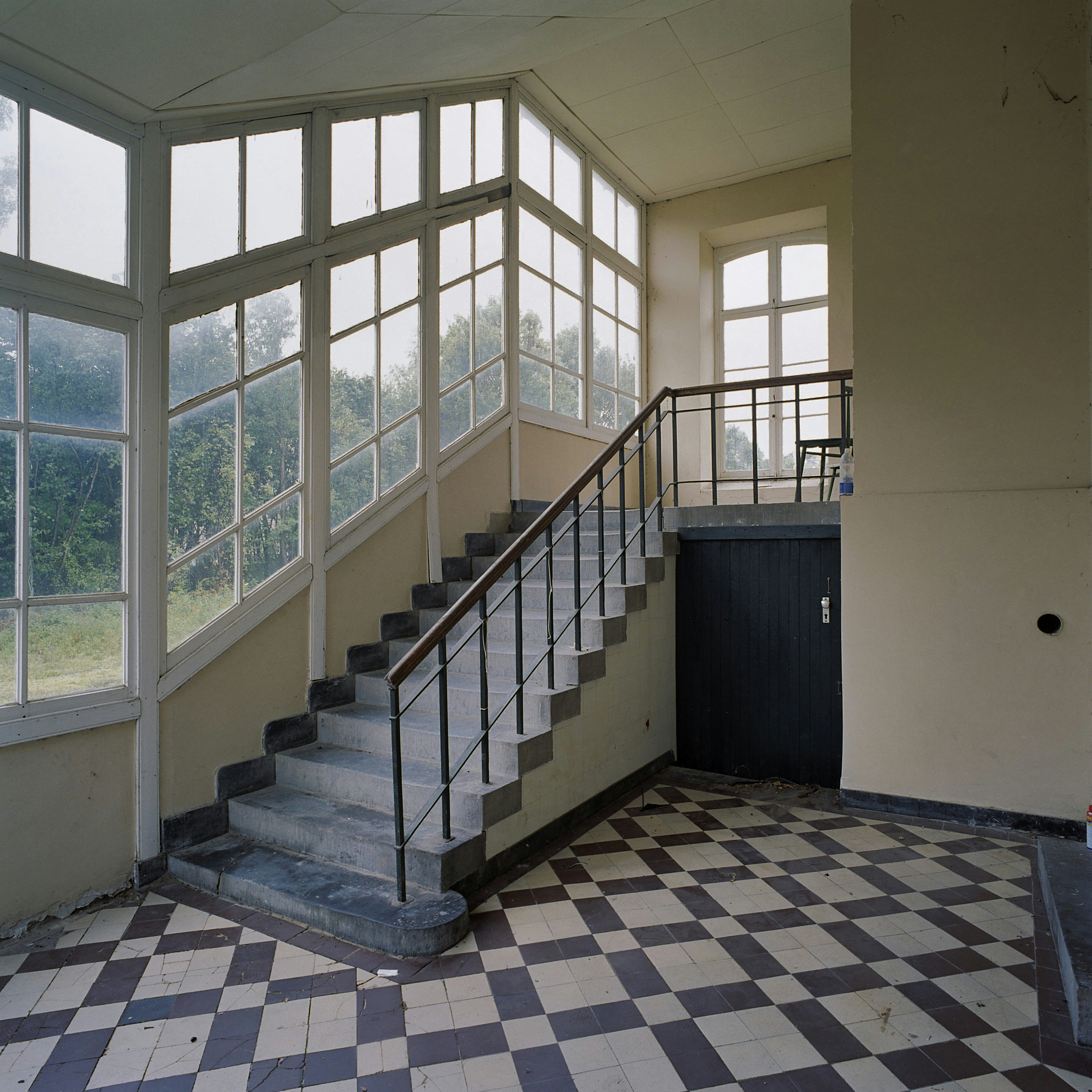
Aangebouwde serrehal
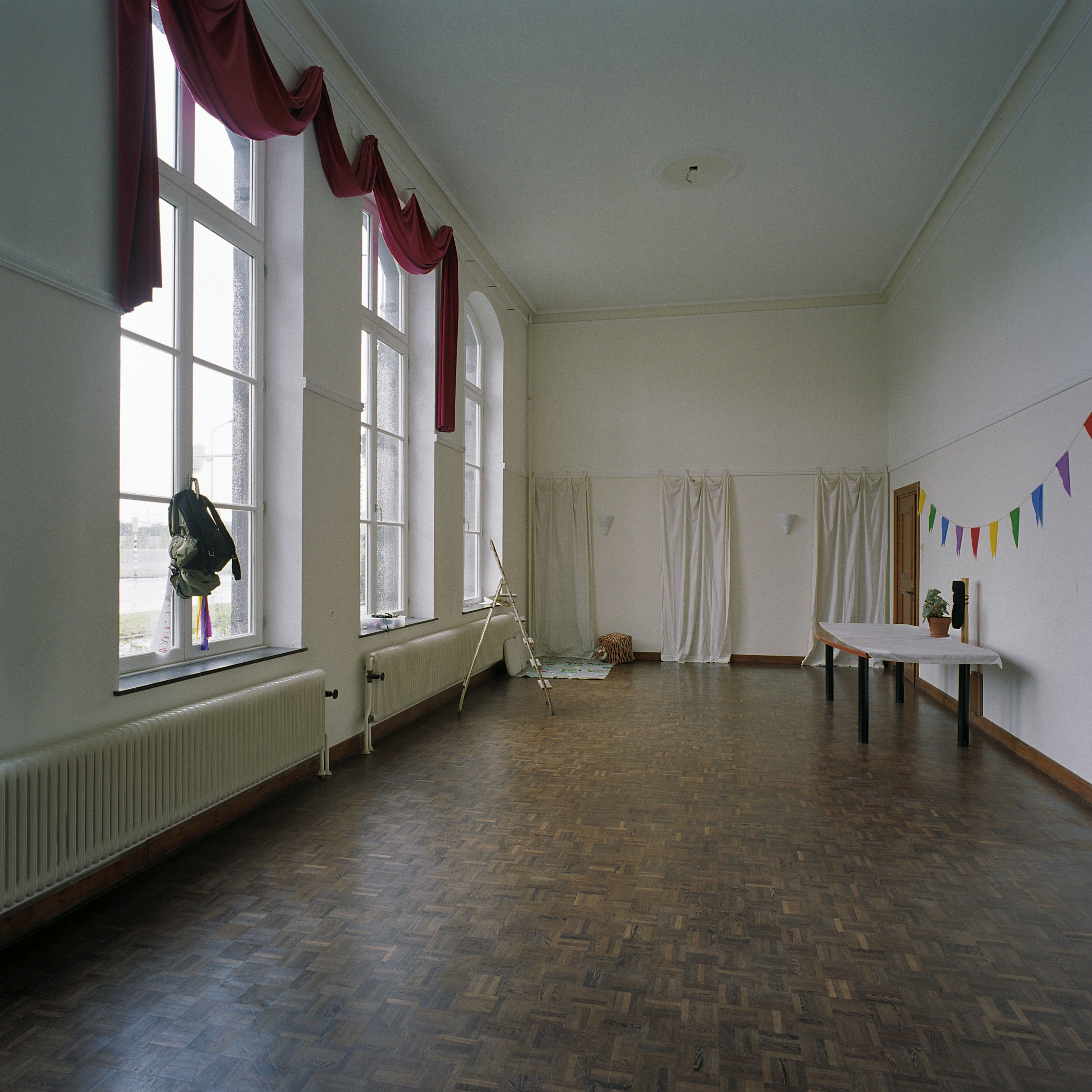
Zaal noordvleugel

### Tuin
Onderdeel van het landgoed was ooit een groot park met Franse of Hollandse tuinen met vijvers en grachten, die door de Kanjelbeek werden gevoed. Van de oorspronkelijke tuinaanleg zijn diverse elementen bewaard gebleven. Zo is de centrale as van de tuin, die vanaf de hekpijlers dwars over het perceel loopt, nog duidelijk in het landschap te herkennen. In het oostelijk deel resteren twee rechthoekige vijvers. De zuidelijke tuin, in de achttiende eeuw geheel ommuurd en gemarkeerd met barokke tuinpaviljoens op de hoeken, is in 2020 geheel vernieuwd. Het ontwerp van Bureau Verbeek uit Maastricht is vrij strak, met rechthoekige gazons en perken, brede, rechte paden, een berceau en enkele kunstwerken. Filigreine Physalis, een kunstwerk van Désirée Tonnaer uit 2020, is een ruim twee meter hoge kelk van een lampionplant (Physalis) in filigraanwerk van cortenstaal. De tuinmuur is hersteld en deels aangevuld. De meeste bomen bleven gehandhaafd. Uit de tijd van de franciscanessen dateerden diverse heiligenbeelden en een lourdesgrot. Van een Mariabeeld, dat in 2004 nog aanwezig was, resteerde in 2020 slechts de deels achttiende-eeuwse sokkel. Het beeld is daarop vervangen door een eigentijds kunstwerk bestaande uit een vogel op een stapel boeken. De restanten van de oorspronkelijke tuinaanleg vormen een gemeentelijk monument.

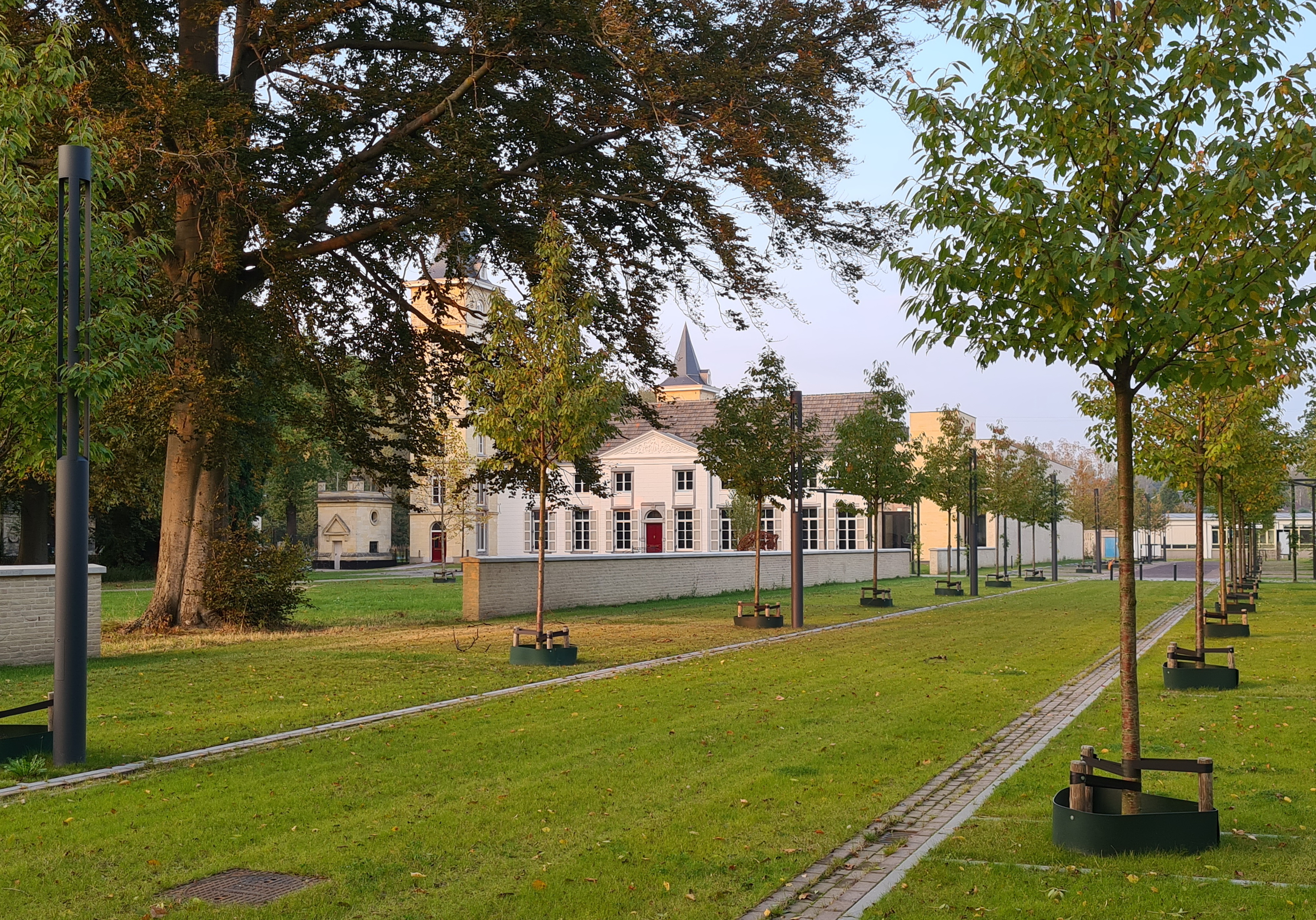
Nieuwe tuinaanleg: groene laan
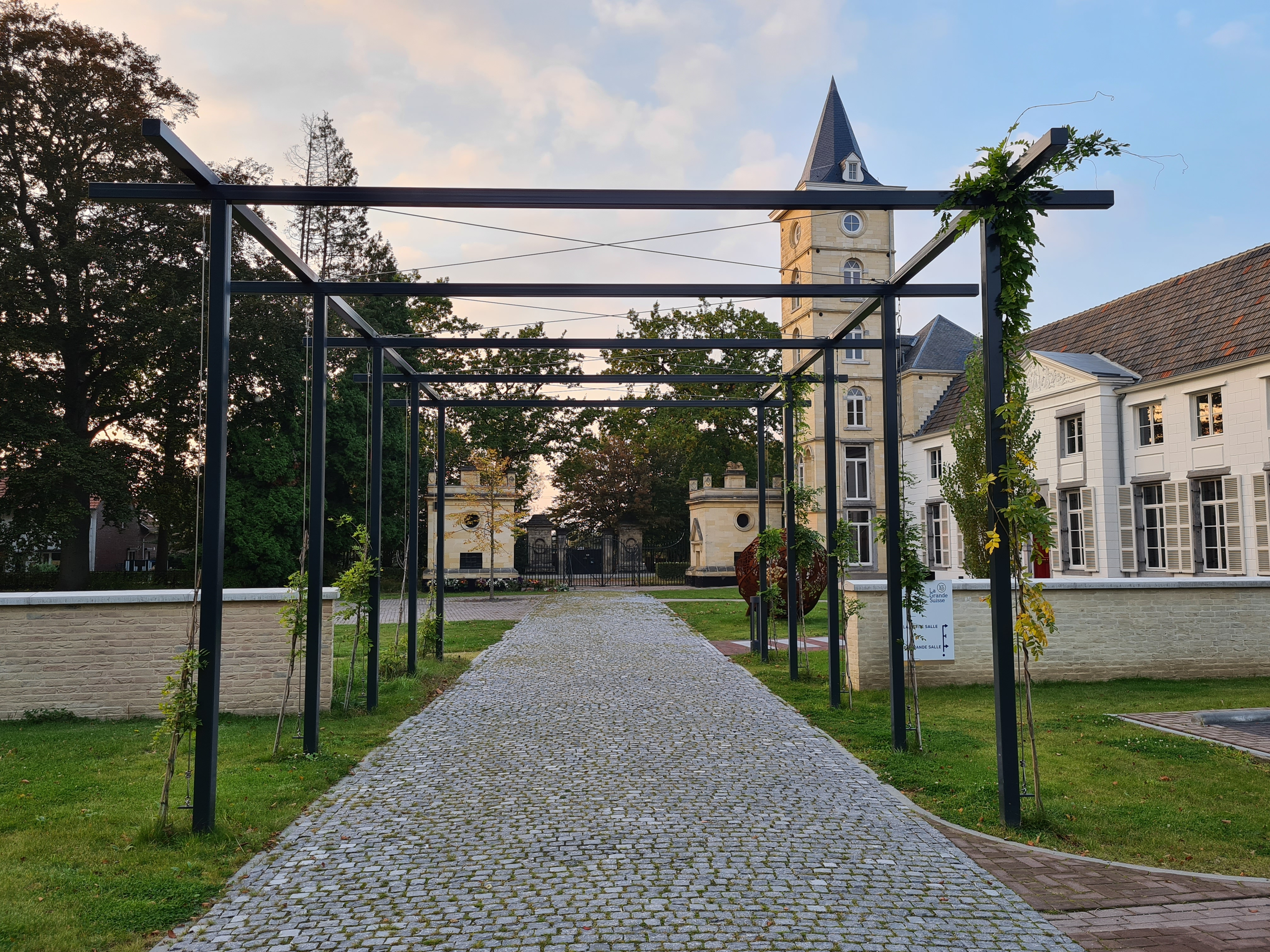
Idem, berceau
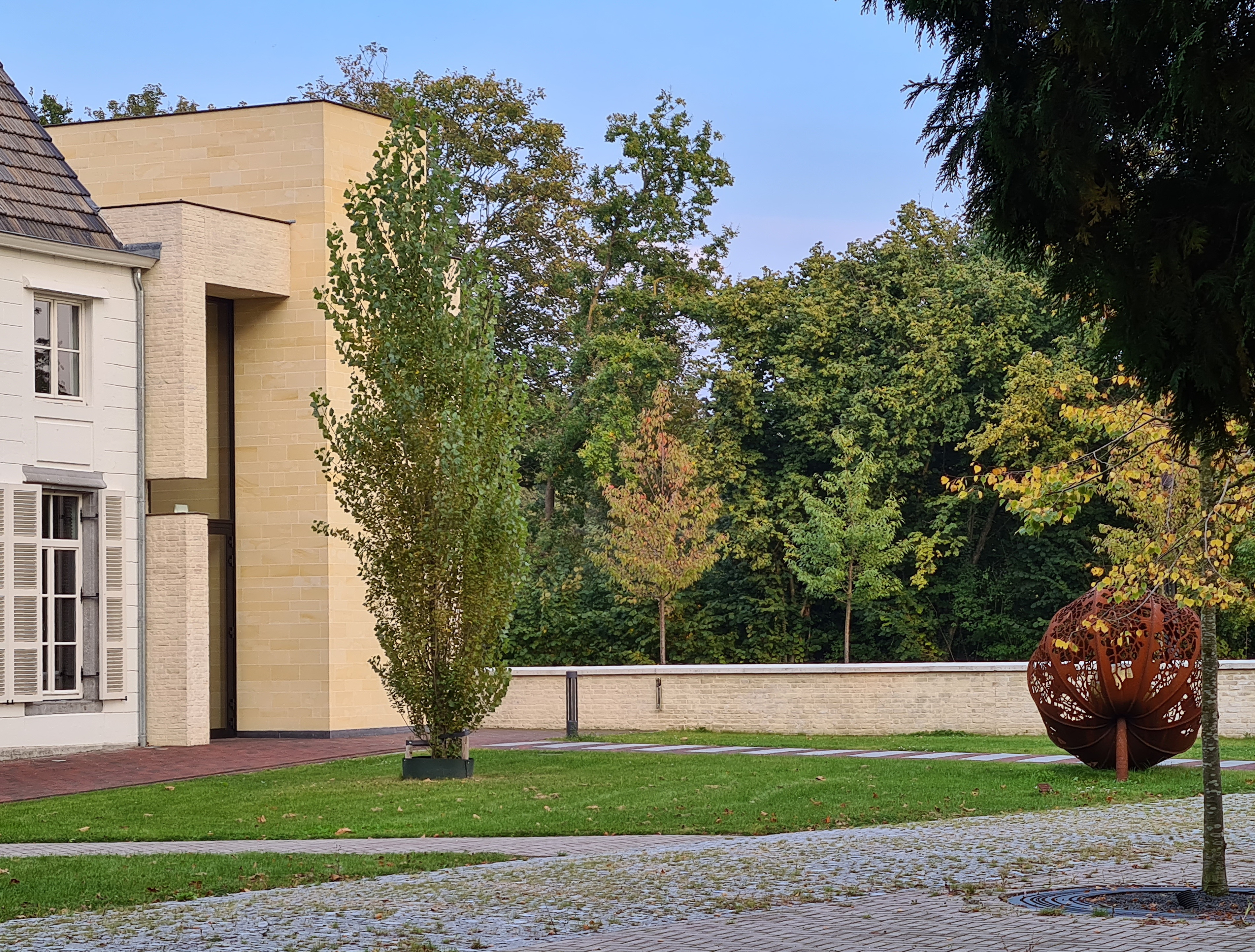
Vernieuwde zuidelijke tuin
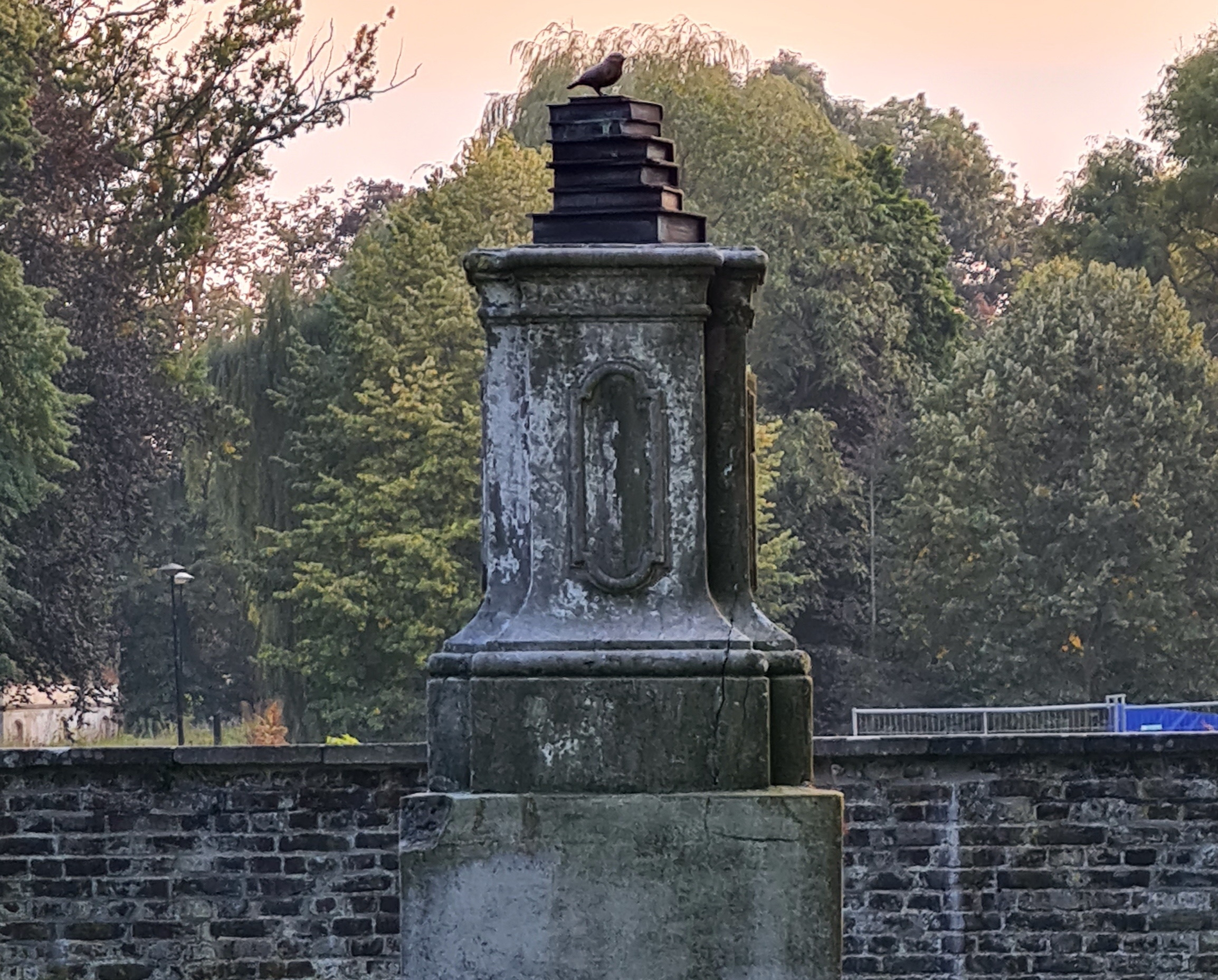
Tuinmuur, sokkel en beeld

### Tuinmuur, paviljoens en hekpijlers
Twee barokke tuinpaviljoens op de zuidwestelijke en zuidoostelijke hoek van de ommuurde zuidelijke tuin verkeerden lange tijd in vervallen staat, maar zijn onlangs gerestaureerd. Op de hardstenen deuromlijstingen van de paviljoens staan chronogrammen, die tezamen het bouwjaar 1736 vormen: SIT GAUDIUM RURI en QUIBUS CURA TRAIECTI. Bijzonder zijn de uit 1866 daterende hekpijlers/poortgebouwtjes aan de straatzijde, die een betreedbare ruimte bevatten. Aan de overkant van de straat staan twee iets eenvoudiger uitgevoerde mergelstenen pijlers, eveneens uit 1866, met een monumentaal hekwerk ertussen. De pijlers zijn omstreeks 1988 iets verplaatst in verband met de aanleg van de Limmelderweg (die omstreeks 2018 is opgeheven). De ommuurde baroktuin behoort bij het rijksmonumentaal beschermde landhuis.

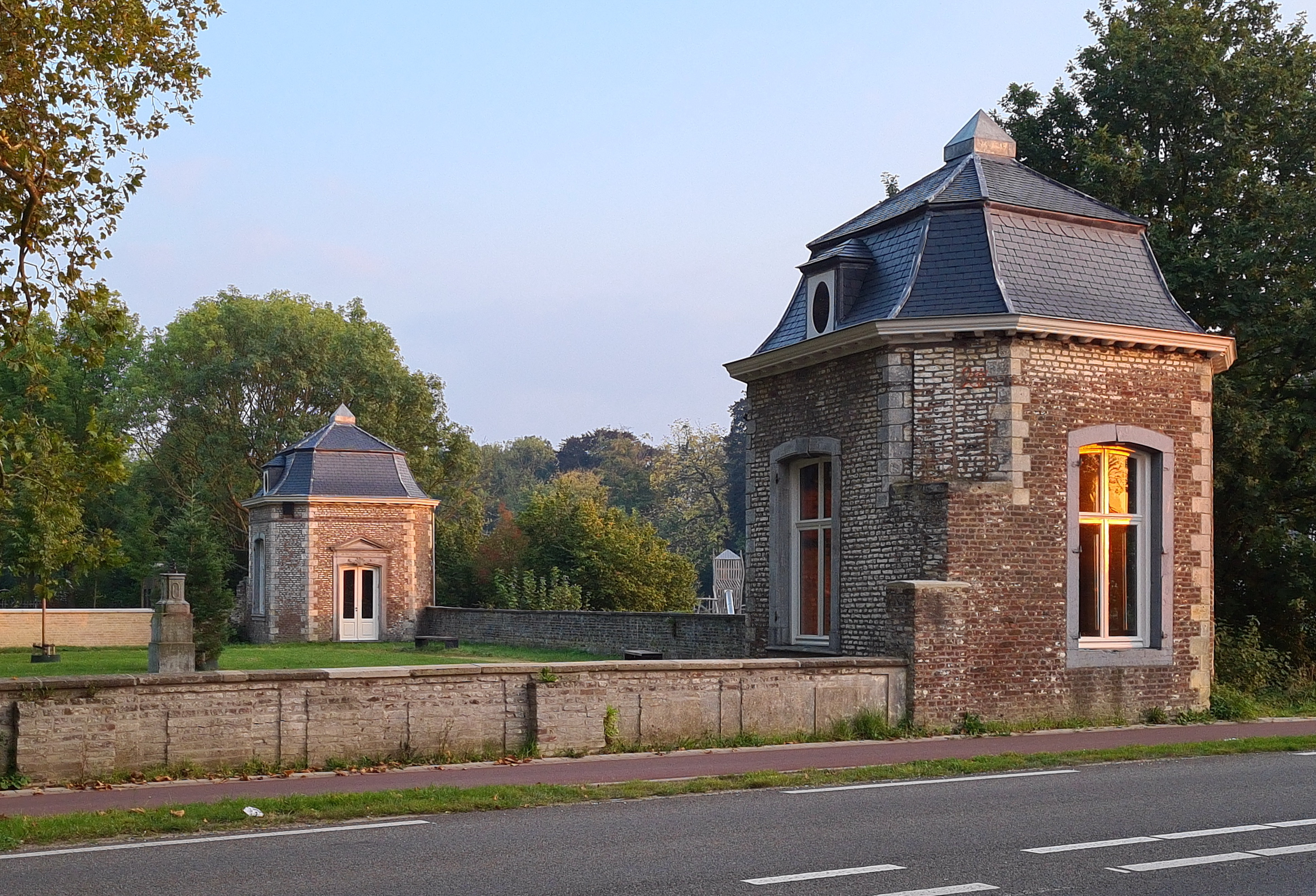
Barokke tuinpaviljoens
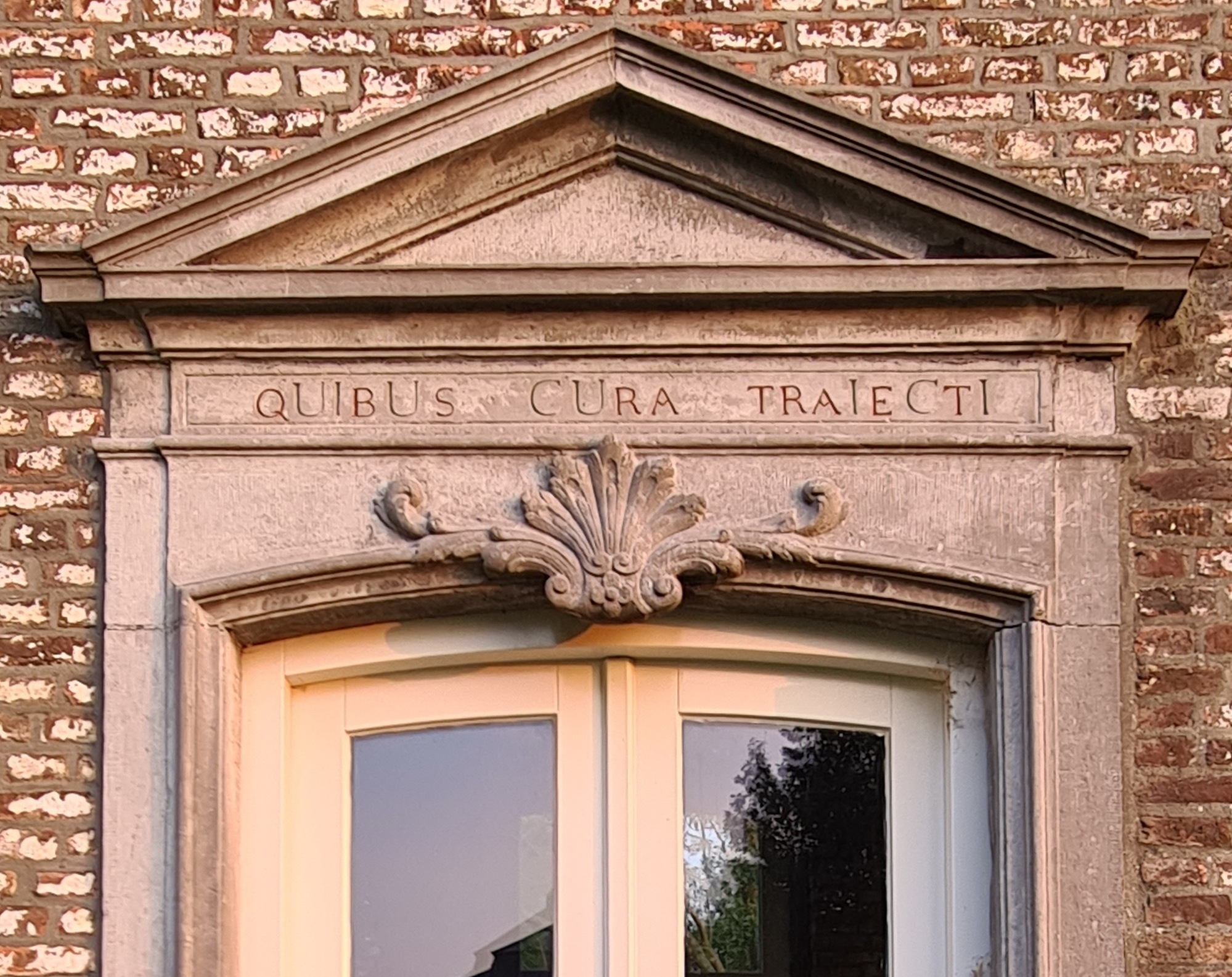
Idem, detail deuromlijsting
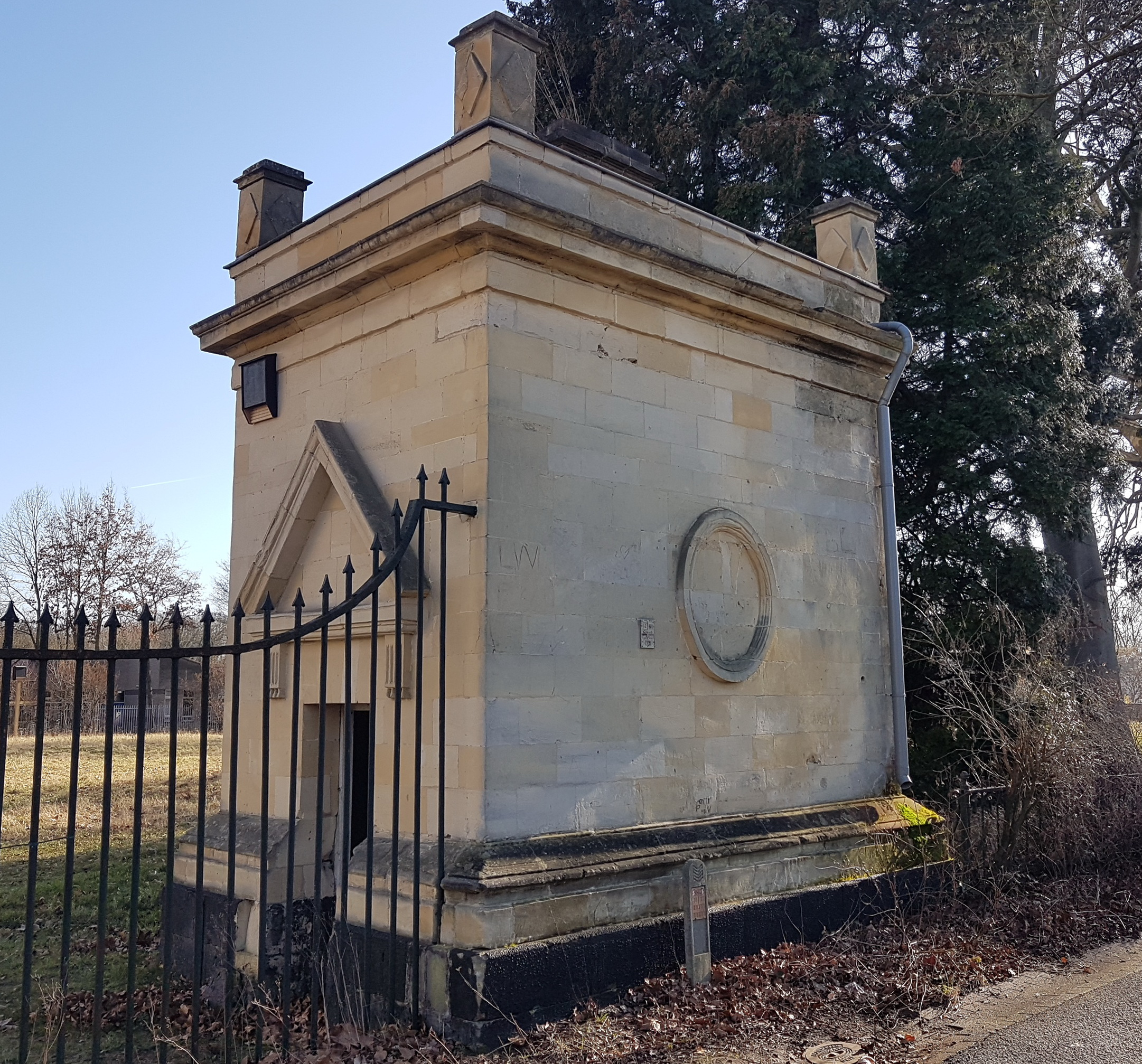
Hekpijler/poortgebouw
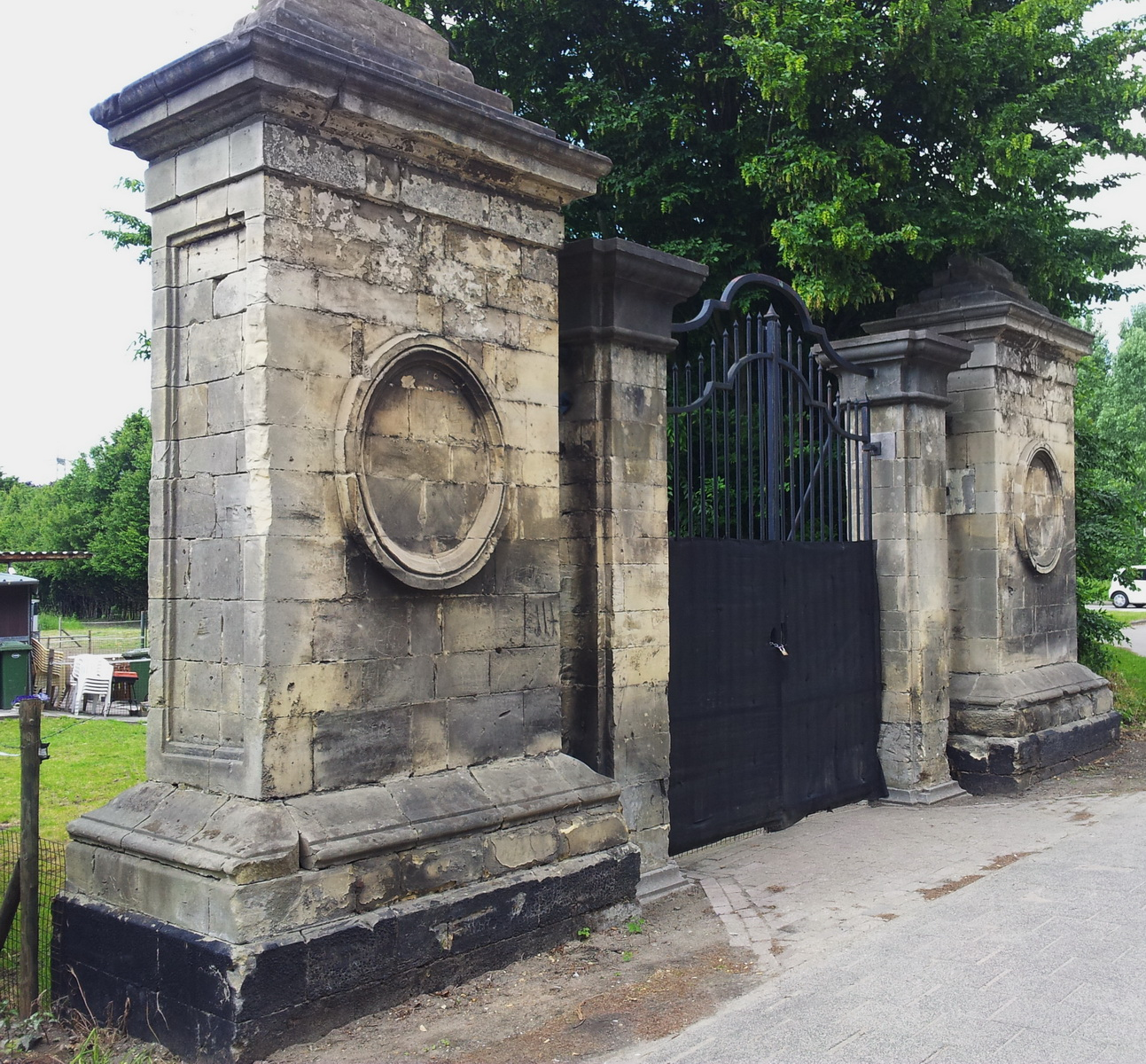
Monumentaal hek

### Overige parkdelen en kerkhofrestant
Waar tot voor kort de paviljoens van jeugdzorginstelling Xonar stonden, lag in de tijd van Petrus Regout een parkdeel dat geheel gedomineerd werd door het water (zie prent hierboven). Er zijn plannen om deze watertuin te herstellen en open te stellen voor het publiek. Die plannen zijn er ook voor het oostelijk tuindeel, dat een bosachtig karakter heeft en waarin met moeite de oude lanenstructuur te herkennen is. Het kerkhof van de zusters franciscanessen is omstreeks 1980 geruimd. In het bosperceel bevinden zich restanten van de bakstenen kerkhofmuur rondom een opgehoogd terrein. Verspreid in het bos liggen nog enkele kunststenen afdekplaten van muurpijlers. De ruïne van circa 60 × 60 meter is een gemeentelijk monument.

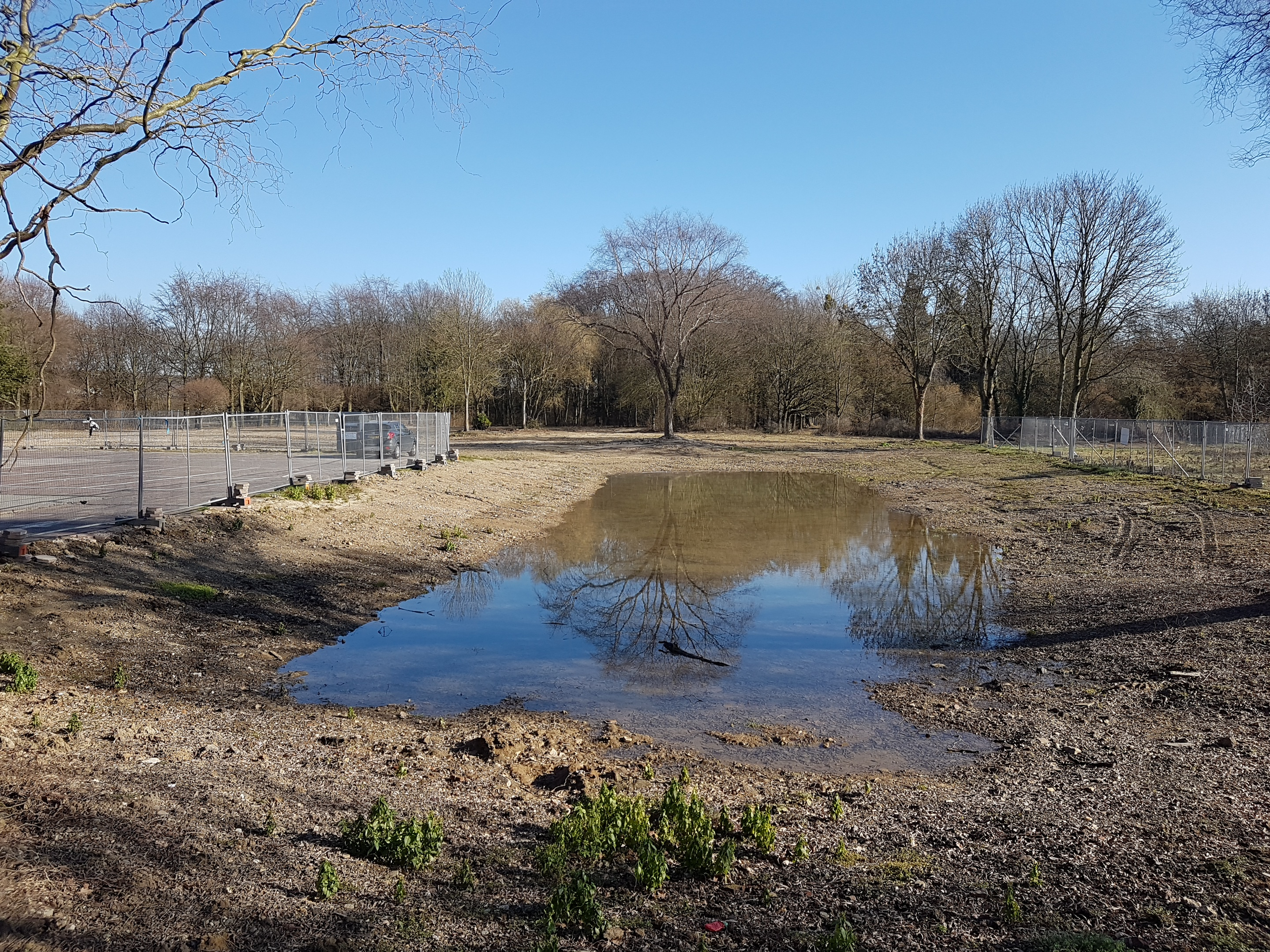
Terrein gesloopte paviljoens
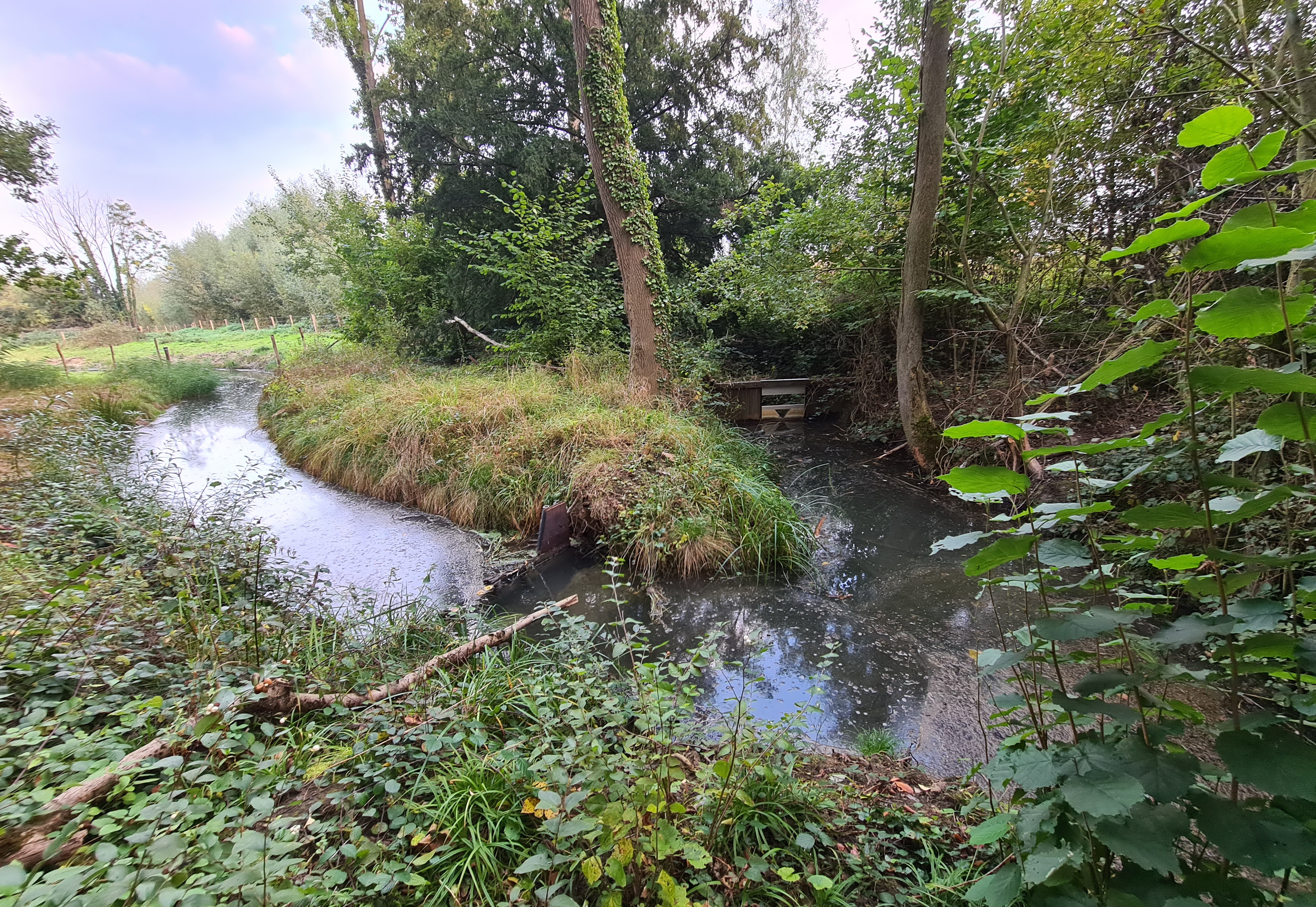
Waterloop Kanjelbeek
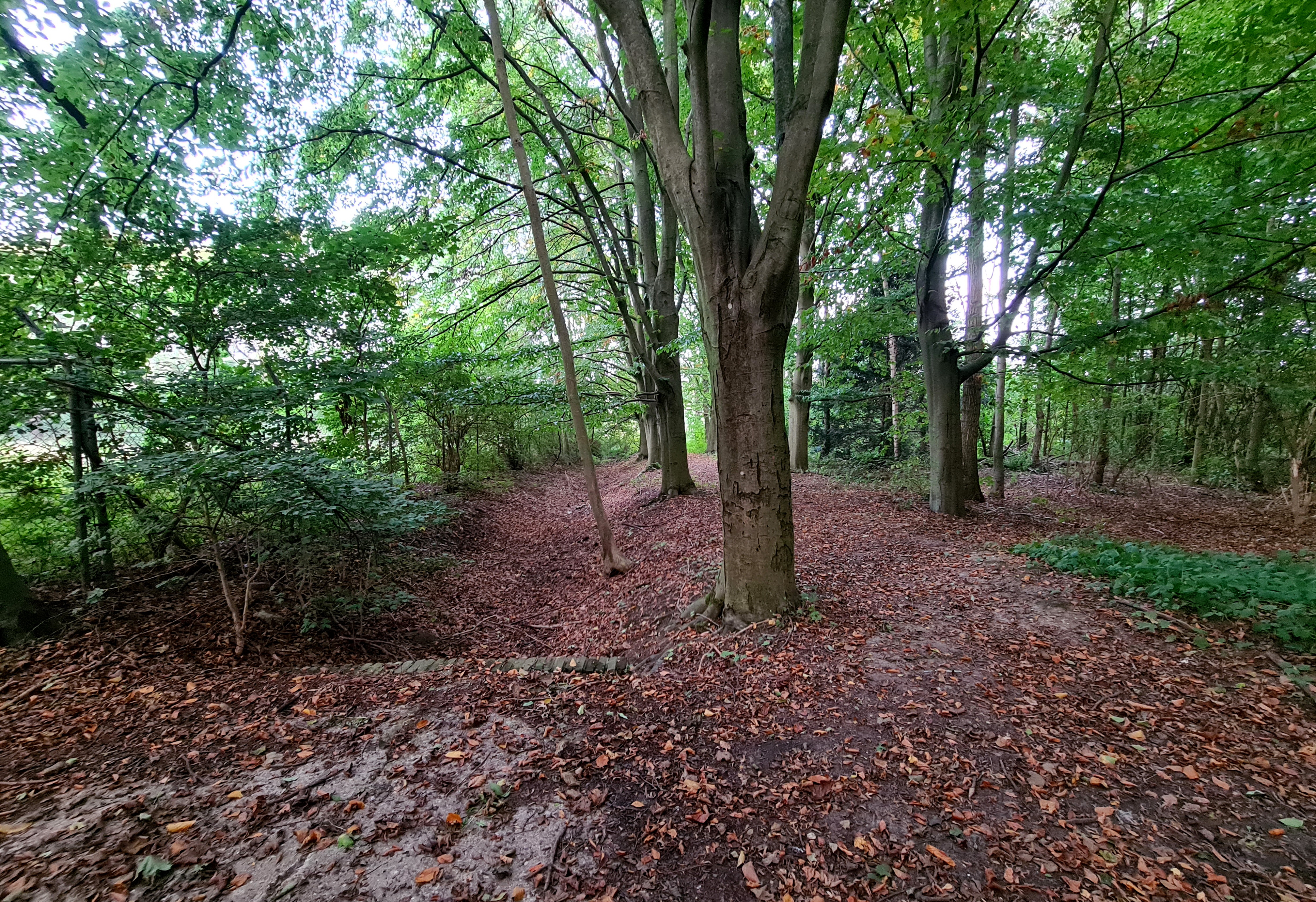
Bosachtig parkdeel
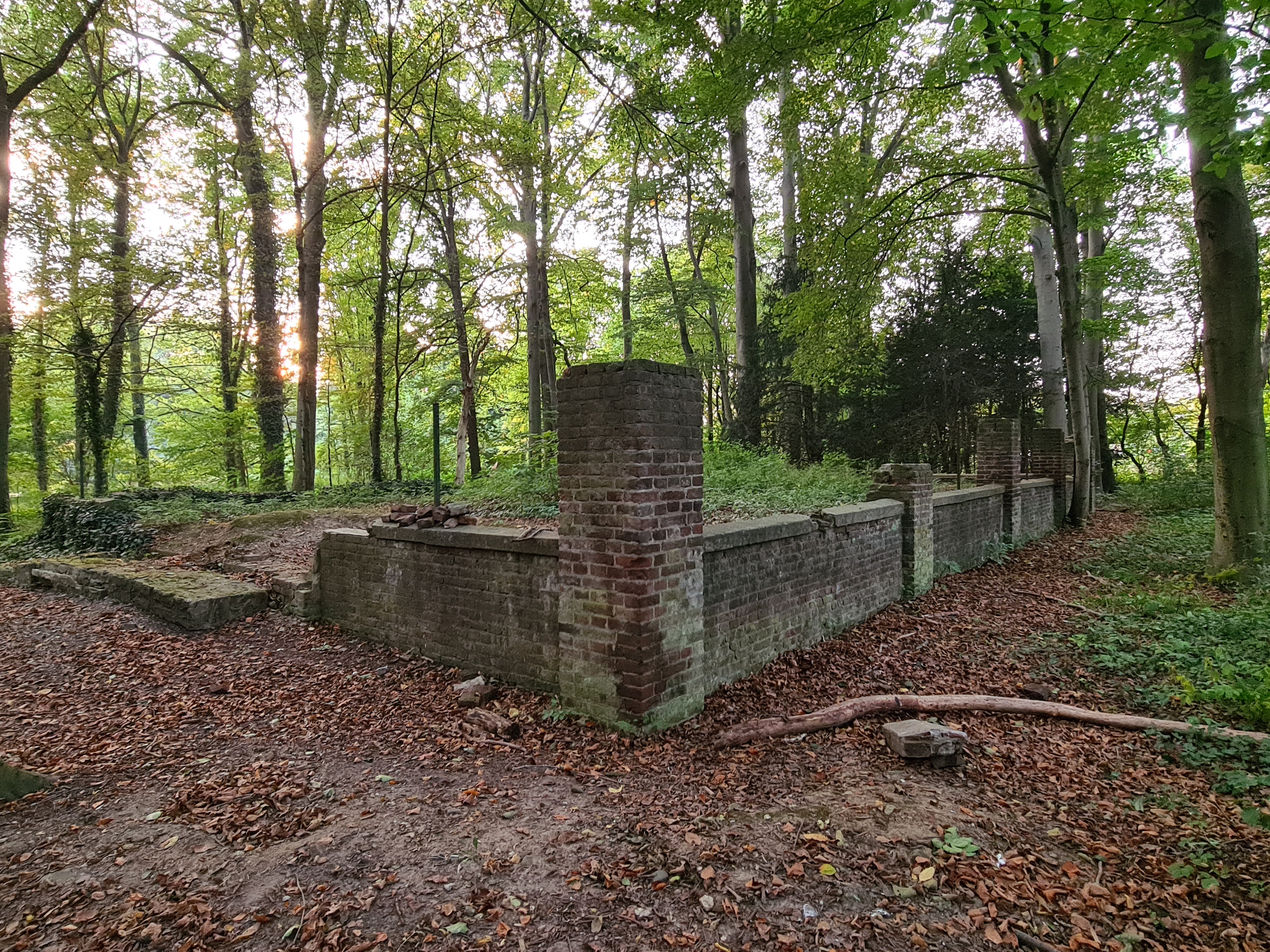
Restant kloosterkerkhof